# Ragusa (Croazia)
Ragusa (AFI: /raˈɡuza/, in croato Dubrovnik, in italiano anche Ragusa di Dalmazia e, all'uso antico, Ragusi, Rausa, Raugia e Ragugia) è una città della Croazia di 41 562 abitanti, capoluogo della Regione raguseo-narentana e affacciata sul Mare Adriatico, nella Dalmazia meridionale.
La città, che ha lungamente mantenuto la propria indipendenza, vanta un centro storico di particolare importanza storica e culturale, che figura nell'elenco dei Patrimoni dell'Umanità dell'UNESCO e che le ha valso i soprannomi di «Perla dell'Adriatico» e, nel mondo slavo, di «Atene slava». La città fu fondata originariamente su un'isola rocciosa con il nome di Ragusium nella prima metà del VII secolo da abitanti della vicina città di Epidaurum (l'attuale Ragusa Vecchia, che dista 18 km da Ragusa) in fuga dalle invasioni degli Slavi e degli Avari.
Caduta Costantinopoli durante la IV Crociata (1204), Ragusa passò sotto il dominio della Repubblica di Venezia, seppur con brevi interruzioni, fino al 1358, quando ottenne l'indipendenza. Durante il periodo di appartenenza alla Repubblica di Venezia, Ragusa ne mutuò il proprio assetto istituzionale. Dal 1358 divenne la capitale di una repubblica marinara indipendente, la Repubblica di Ragusa, fino all'arrivo delle truppe napoleoniche nel 1808, quando fu annessa prima al Regno d'Italia napoleonico e successivamente alle Province illiriche.
Assegnata definitivamente all'Impero austriaco con il Congresso di Vienna (1815), Ragusa fu integrata nel Regno di Dalmazia, sotto il dominio diretto degli Asburgo. Nel 1919, dopo gli eventi legati alla prima guerra mondiale e la disgregazione dell'Impero austriaco, Ragusa passò al Regno dei Serbi, Croati e Sloveni, poi diventato Regno di Jugoslavia. In seguito alla dissoluzione della Jugoslavia, e alla successiva guerra d'indipendenza croata, Ragusa entrò a far parte del nuovo Stato indipendente della Croazia.
Toccato l'apice del suo sviluppo economico e sociale tra il XV e il XVI secolo, Ragusa ha notevolmente influenzato lo sviluppo della letteratura croata diventando punto di riferimento di poeti, drammaturghi, pittori, matematici, fisici e di altri studiosi. Grazie alla sua secolare storia, che ha lasciato anche un'importante presenza architettonica e artistica, Ragusa è diventata una delle principali mete turistiche dell'Adriatico.

## Geografia fisica

### Territorio

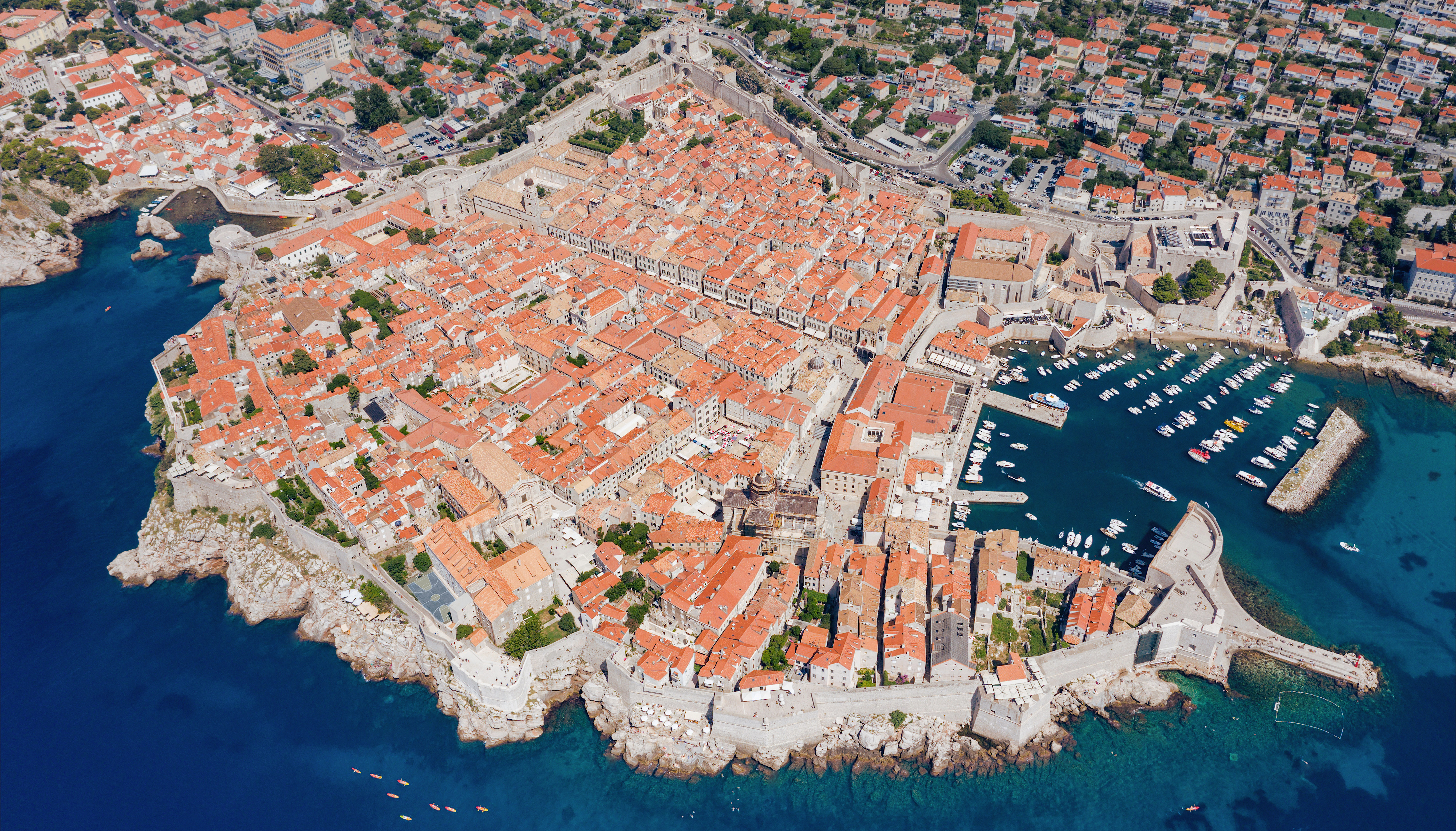
La vecchia città murata di Ragusa

Ragusa è il capoluogo della Regione raguseo-narentana, nonché la maggiore città della Dalmazia meridionale. Di fronte a Ragusa vi è l'isola di Lacroma, che è disabitata e che è sede di un parco naturalistico.
Il nucleo primigenio che ha dato poi origine a Ragusa, città che si trova lungo il Mare Adriatico meridionale, è sorto su un'isola rocciosa, che è stata poi collegata alla terraferma – dai suoi primi abitanti – mediante l'interramento di un sottile braccio di mare, che corrisponde oggi alla parte pianeggiante della città. La moderna Ragusa risale al XVII secolo, quando venne ricostruita quasi interamente sul medesimo luogo di quella originaria, in seguito ad un devastante terremoto che rase al suolo l'abitato.
L'area urbana di Ragusa, che si trova alle pendici meridionali del Monte Sergio, è situata lungo una stretta fascia costiera che ha una lunghezza complessiva di 250 km di lunghezza, visto che si estende dalla penisola di Clesto (in croato Klek) a Sutorina e a Brevilacqua.

### Clima

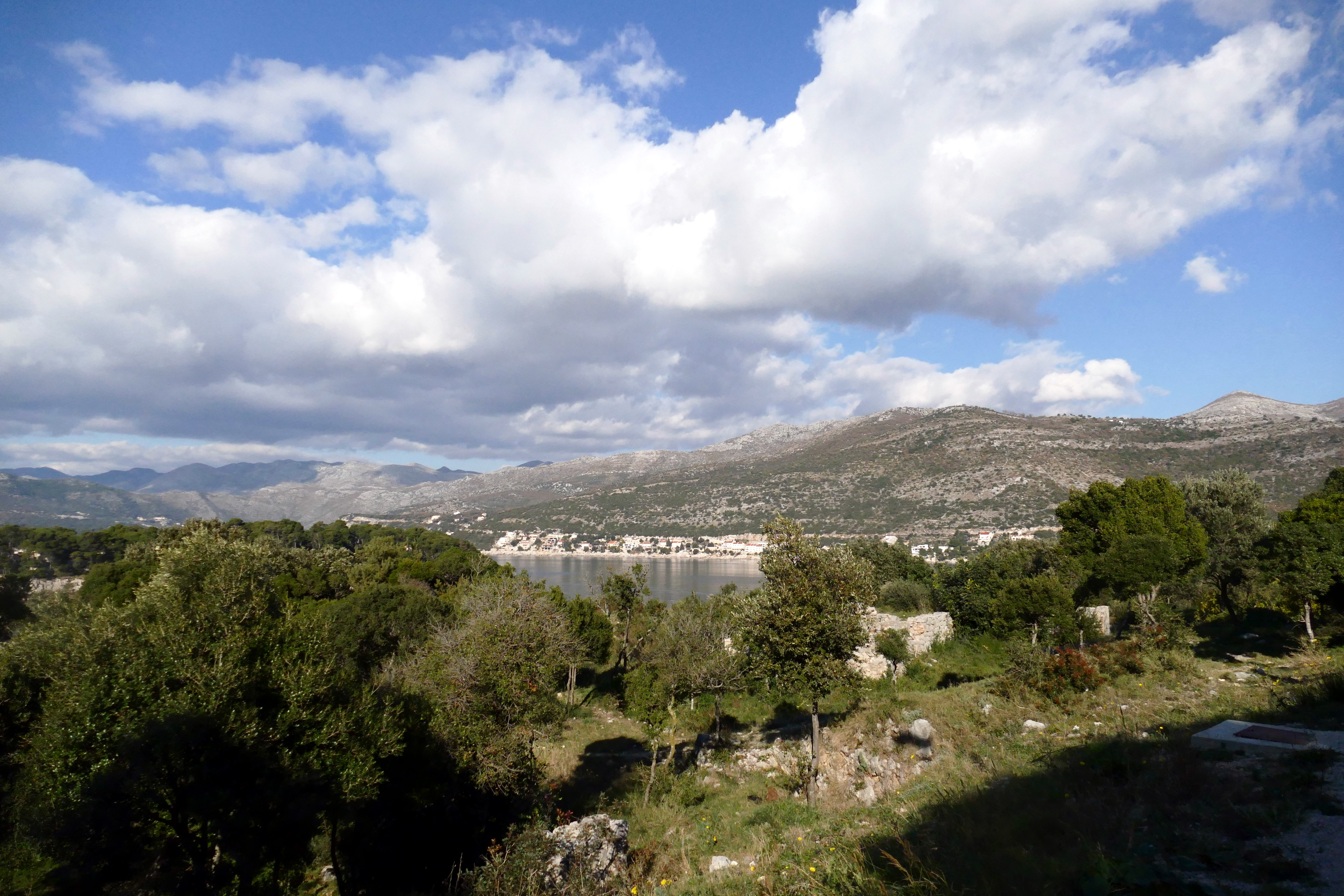
Scorcio delle alture boscose intorno a Ragusa

Il clima di Ragusa, a causa della posizione della città e della morfologia del suo territorio, è una fusione tra il clima subtropicale umido e il clima mediterraneo (Classificazione dei climi di Köppen). Ciò è confermato dal fatto che a Ragusa c'è un solo mese all'anno (luglio) durante il quale le precipitazioni non superano i 40 mm di pioggia. Il suo clima è quindi caldo e secco d'estate, e mite e umido durante l'inverno. Il mese più freddo dell'anno è gennaio, mentre quello più caldo è agosto.
Generalmente a luglio e ad agosto la temperatura massima raggiunge i 28 °C e di notte scende a 23 °C. In primavera e in autunno la temperatura massima è compresa invece tra i 20 °C e i 28 °C. Gli inverni sono tra i più miti delle città croate, con la temperatura media giornaliera che si attesta, nei mesi più freddi, intorno ai 13 °C.
Il clima di Ragusa consente oltre 250 giorni di sole all'anno, con precipitazioni nevose e basse temperature assai rare. Durante l'anno ci sono in totale 109 giorni di pioggia, mentre in estate solo 14 a testimonianza del suo clima secco durante la stagione più calda dell'anno.
Anche su Ragusa soffia la bora, vento catabatico di provenienza est/nord-est che soffia con particolare intensità specialmente verso l'Alto e Medio Adriatico. In particolare la bora a Ragusa soffia da ottobre ad aprile creando, soprattutto in questa parte dell'anno, le condizioni per improvvisi temporali, tipo di precipitazione che accade comunque tutto l'anno, anche d'estate.
Quelli che seguono sono i dati climatologici salienti della città:
| Ragusa                       | Mesi  | Mesi  | Mesi  | Mesi  | Mesi  | Mesi  | Mesi  | Mesi  | Mesi  | Mesi  | Mesi  | Mesi  | Stagioni | Stagioni | Stagioni | Stagioni | Anno    |
| Ragusa                       | Gen   | Feb   | Mar   | Apr   | Mag   | Giu   | Lug   | Ago   | Set   | Ott   | Nov   | Dic   | Inv      | Pri      | Est      | Aut      | Anno    |
| ---------------------------- | ----- | ----- | ----- | ----- | ----- | ----- | ----- | ----- | ----- | ----- | ----- | ----- | -------- | -------- | -------- | -------- | ------- |
| T. max. media (°C)           | 12,2  | 12,5  | 14,4  | 16,9  | 22,3  | 26,2  | 30,1  | 30,2  | 25,4  | 21,4  | 16,6  | 13,2  | 12,6     | 17,9     | 28,8     | 21,1     | 20,1    |
| T. media (°C)                | 9,0   | 9,5   | 11,5  | 14,5  | 17,5  | 23,0  | 26,0  | 26,0  | 20,5  | 17,5  | 13,0  | 10,0  | 9,5      | 14,5     | 25,0     | 17,0     | 16,5    |
| T. min. media (°C)           | 6,0   | 6,5   | 8,5   | 10,9  | 15,2  | 18,6  | 22,7  | 22,8  | 18,7  | 15,2  | 10,5  | 6,8   | 6,4      | 11,5     | 21,4     | 14,8     | 13,5    |
| T. max. assoluta (°C)        | 18,4  | 24,1  | 26,8  | 30,2  | 32,9  | 35,7  | 37,9  | 38,4  | 33,5  | 30,5  | 25,4  | 20,3  | 24,1     | 32,9     | 38,4     | 33,5     | 38,4    |
| T. min. assoluta (°C)        | −7,0  | −5,2  | −4,2  | 1,6   | 5,2   | 10,0  | 14,1  | 14,1  | 8,5   | 4,5   | −1,0  | −6,0  | −7,0     | −4,2     | 10,0     | −1,0     | −7,0    |
| Precipitazioni (mm)          | 195,2 | 189,2 | 127,7 | 90,9  | 76,1  | 48,6  | 24,1  | 59,0  | 78,7  | 109,9 | 241,9 | 205,3 | 589,7    | 294,7    | 131,7    | 430,5    | 1 446,6 |
| Giorni di pioggia            | 11,2  | 11,2  | 11,2  | 12,0  | 9,4   | 6,4   | 4,7   | 5,1   | 7,2   | 10,8  | 12,4  | 12,0  | 34,4     | 32,6     | 16,2     | 30,4     | 113,6   |
| Umidità relativa media (%)   | 59,9  | 58,4  | 61,2  | 64,2  | 66,7  | 63,8  | 58,2  | 59,2  | 61,9  | 62,2  | 62,4  | 60,3  | 59,5     | 64,0     | 60,4     | 62,2     | 61,5    |
| Ore di soleggiamento mensili | 130,2 | 144,1 | 179,8 | 207,0 | 266,6 | 312,0 | 347,2 | 325,5 | 309,0 | 189,1 | 135,0 | 124,0 | 398,3    | 653,4    | 984,7    | 633,1    | 2 669,5 |

## Origini del nome

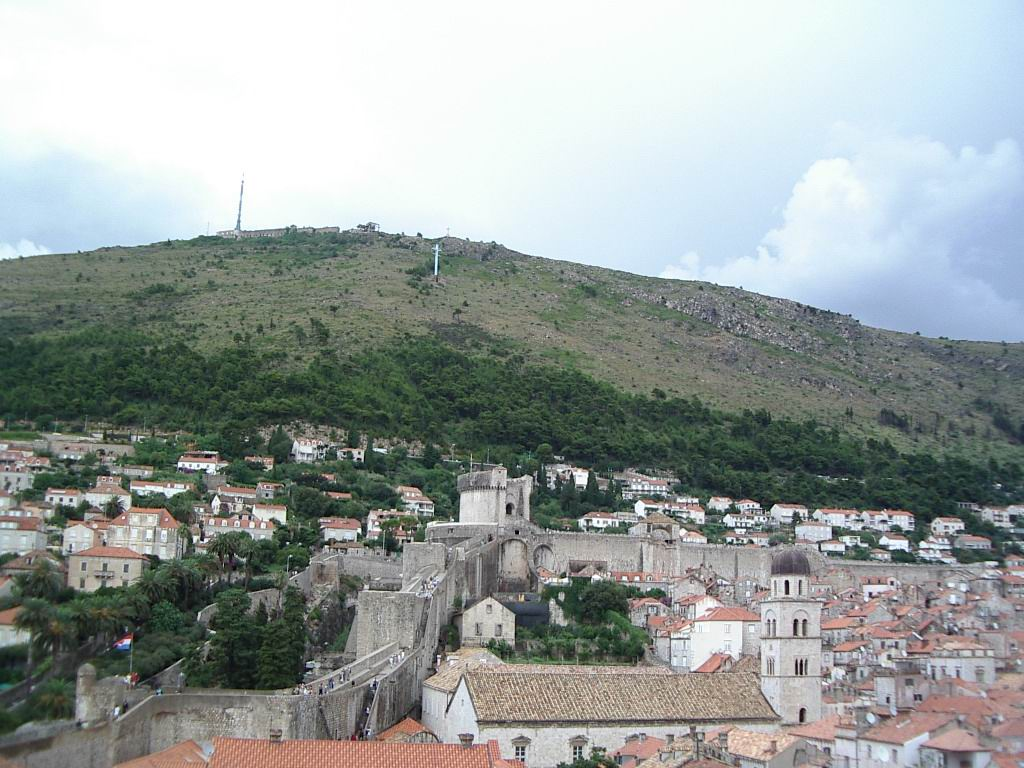
Ragusa con alle spalle monte Sergio. Il nome croato della città deriva dalla foresta di querce che ricoprivano un tempo la montagna, mentre quello italiano è una corruzione del termine latino "lau", ovvero "la rupe", con un richiamo alla presenza nei suoi dintorni, in tempi storici, di una profonda rupe

Nel tempo il nome latino della città, risalente al VII secolo, venne scritto in vari modi, tutti derivanti dalla stessa radice: Lausa, Labusa, Raugia, Rausia, Rachusa e infine Ragusa. Per quanto riguarda l'etimologia del nome Ragusa, un celebre passo di Costantino Porfirogenito spiega che:
(Costantino Porfirogenito)
Il nome slavo Dubrovnik deriva invece dal termine croato dubrava, che significa foresta di querce. Questi alberi ricoprivano un tempo la montagna di San Sergio (in croato Srđ). La denominazione Dubrovnik apparve per la prima volta in un trattato commerciale fra il Banato di Bosnia e la Repubblica di Ragusa del 29 agosto 1189, noto come Carta di Kulin il Bano, dal nome dell'allora signore della Bosnia.
Il nome Ragusa fu quello ufficiale fino agli anni settanta del XIX secolo, utilizzato in modo esclusivo anche dalla grande maggioranza dei testi geografici e storici dell'Europa occidentale e nelle mappe nautiche. A partire da quel periodo, il nome ufficiale diventò bilingue: Ragusa – Dubrovnik. Alla fine della dominazione austroungarica sulla Dalmazia e all'inserimento della città nel nuovo Regno dei Serbi, Croati e Sloveni (de facto dal 1918, mentre de jure dall'anno successivo) l'unico nome ufficiale divenne quello croato di Dubrovnik, oggi utilizzato in modo quasi esclusivo nella quasi totalità delle lingue.
Durante le guerre jugoslave, Indro Montanelli e Vittorio Feltri, in controtendenza rispetto alla progressiva affermazione di Dubrovnik, scelsero il toponimo storico Ragusa per riferirsi alla città; Montanelli motivò la scelta con le ragioni storiche che fanno di Ragusa una città d'impronta veneta, rivendicando di sostenere la «causa» del nome italiano. Anche altri intellettuali sostennero Ragusa per ragioni storiche: alcuni recisamente, come Federico Zeri; altri, come Claudio Magris, con più tolleranza verso il toponimo slavo.
L'adozione di Dubrovnik in italiano contrasta con il mantenimento dei toponimi italiani delle altre città dell'Istria e della Dalmazia, ed è stata favorita dall'omonimia con Ragusa in Sicilia. Quando si parla dell'antica Repubblica il nome della città resta comunque Ragusa, anche se nella pubblicistica in lingua croata è usato il termine Dubrovačka Republika (Repubblica di Dubrovnik).
Il Ministero degli esteri italiano, nel decreto istitutivo di un consolato onorario nella città dalmata datato 23 luglio 2007, ha usato la doppia denominazione Ragusa/Dubrovnik.

## Storia

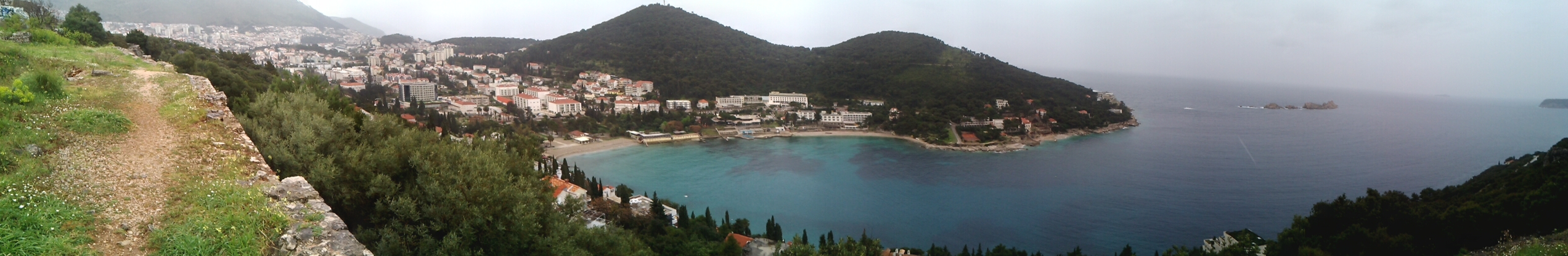
Panorama della baia di Ragusa, all'interno della quale transitò per secoli il traffico marittimo che permise alla città di crescere economicamente e socialmente fino a raggiungere lo status di capitale della Repubblica di Ragusa, repubblica marinara autonoma esistita dal 1358 al 1808

(Citazione di Esopo, scrittore greco del VI secolo a.C., poi diventata motto dell'antica Repubblica di Ragusa)

### Età antica

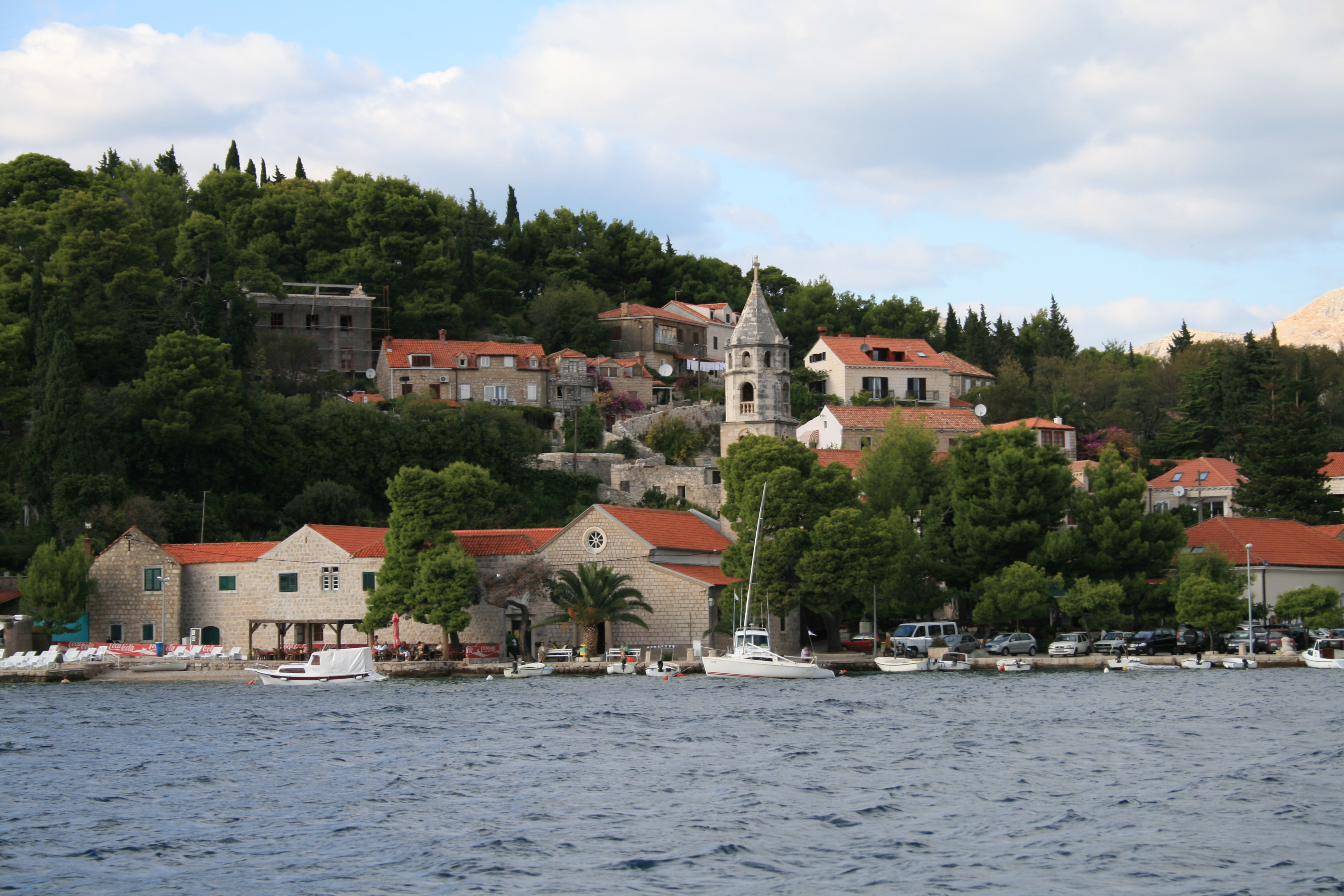
Scorcio di Ragusa Vecchia, i cui abitanti fondarono Ragusa

La città venne fondata con il nome di Ragusium (in greco Ragousion, Ραγούσιον) nella prima metà del VII secolo grazie a un gruppo di abitanti della vicina città di Epidaurum (l'attuale Ragusa Vecchia, in croato: Cavtat, pronuncia Zavtat, che dista 18 km da Ragusa), che erano in fuga dalle invasioni degli Slavi e degli Avari nella penisola balcanica cercando rifugio su un'isola di fronte alla costa, solo successivamente unita alla terraferma, che ha costituito il primo nucleo urbano di Ragusa.
Ragusa ha quindi una genesi di fondazione simile a Venezia: quest'ultima è stata fondata grazie all'insediamento di abitanti provenienti dal Veneto che cercarono rifugio nella Laguna veneta, fino ad allora disabitata, in seguito alle varie ondate di invasioni barbariche che si succedettero dal V secolo, in particolare quella degli Unni (452) e dei Longobardi (568).
Seppur con notevole autonomia, la città fu da quel momento soggetta alla protezione dell'Impero Bizantino iniziando a sviluppare un fiorente commercio nell'Adriatico e nel Mar Mediterraneo orientale.

### Età medievale

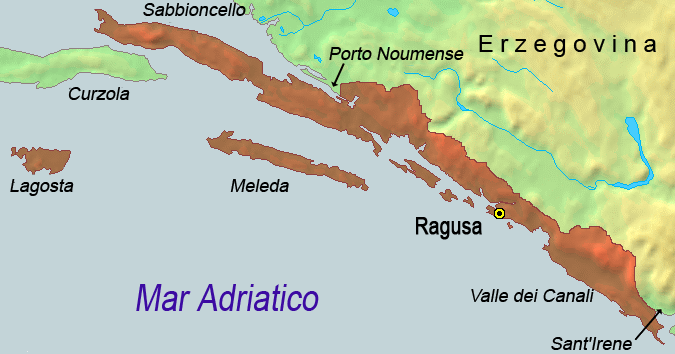
I domini della Repubblica di Ragusa nel 1808, anno della sua soppressione

Con la temporanea caduta dell'Impero bizantino durante la quarta crociata (1204), a cui successe l'Impero latino, entità statale sostituita nel 1261 dal neo costituito Impero bizantino, Ragusa passò sotto il dominio della Repubblica di Venezia e tale rimase, seppur con brevi interruzioni, fino al 1358, quando, con la pace di Zara, Venezia cedette i suoi domini in Dalmazia all'Ungheria.
Dal 1208 al 1358, durante la sottomissione formale alla Repubblica di Venezia, Ragusa pagava un tributo annuale, che erogava sia in termini di denaro che di imbarcazioni, garantendosi tuttavia un'indipendenza di fatto. In questo periodo Ragusa mutuò dalla Repubblica di Venezia il proprio assetto istituzionale costituendo un consiglio cittadino e un proprio senato. Se a capo di Venezia c'era il Doge, a Ragusa fu creata la figura del Rettore, che era insediato nell'omonimo palazzo, che esiste ancora oggi trasformato in museo.
Nell'XI secolo Ragusa era già una florida città mercantile, e grazie alla salda alleanza con Ancona, riuscì a resistere allo strapotere economico veneziano nel Mare Adriatico potendo svilupparsi ulteriormente come repubblica marinara autonoma, la Repubblica di Ragusa, che fu ufficialmente proclamata nel 1358.
La cessione formale di Ragusa dalla Repubblica di Venezia all'Ungheria avvenne dopo la sconfitta dei veneziani cui seguì la pace di Zara (1358), che portò alla perdita dei possedimenti veneziani in Dalmazia a favore degli ungheresi. Ragusa si limitò tuttavia a pagare un tributo agli ungheresi, rimanendo autonoma. Il primo Rettore della Repubblica di Ragusa dopo il 1358 fu Nicola De Sorgo.

### Età moderna

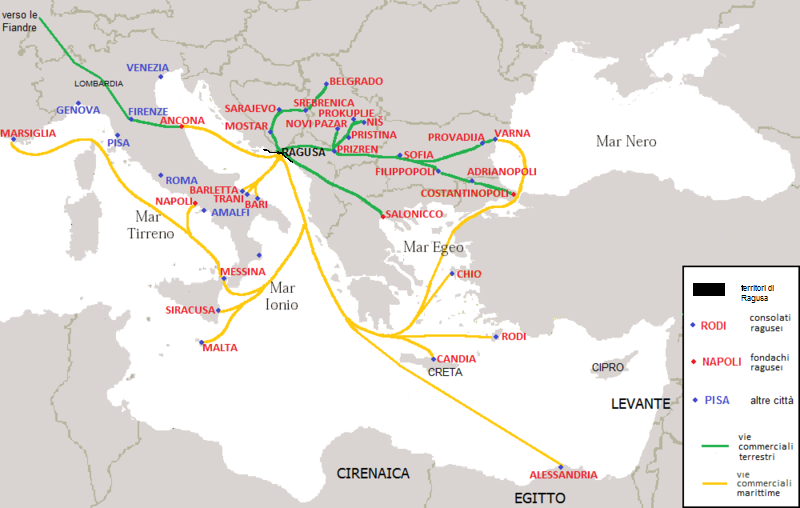
Vie commerciali, sedi di consolati e di fondachi ragusei all'inizio del XVI secolo

Ragusa iniziò a prosperare grazie ad una spiccata attitudine mercantile ed all'abilità dei suoi governanti. Nel giro di pochi decenni la città divenne un primario centro commerciale e culturale giungendo a rivaleggiare con la Repubblica di Venezia. Nel 1416 la Repubblica di Ragusa fu il primo Stato europeo ad abolire la schiavitù e il suo traffico nel territorio di sua pertinenza.
Neppure lo smembramento dell'Ungheria tra l'Impero ottomano e l'Arciducato d'Austria, che fu la conseguenza della disfatta ungherese nella battaglia di Mohács (1526), riuscì a scalfire la prosperità di Ragusa: così come aveva fatto all'epoca con gli ungheresi sperando di ottenere l'indipendenza da Venezia, la città si alleò con l'Impero ottomano. In questo modo preservò ancora una volta, sottomettendosi al pagamento di un tributo, la sua indipendenza lasciando intatta la sua rete commerciale.
La prima fase del declino della città era stato causato dalla scoperta dell'America (1492), che escluse il Mar Mediterraneo dalle principali rotte commerciali. 
Ma fu solo con l'espansione ottomana del XVI secolo, che iniziò per la città un lento inarrestabile declino, provocato anche dal terremoto che scosse Ragusa nel 1520. Il declino fu poi accelerato da un nuovo terremoto, che avvenne il 6 aprile 1667 e che rase al suolo gran parte della città facendo 5 000 vittime.
Ragusa fu quasi completamente ricostruita prendendo la forma attuale. Si dotò di un impianto urbanistico moderno, con una pianta molto regolare, che la differenziava dalle altre città di impianto veneziano, che erano caratterizzate da vie anguste e irregolari. Nella nuova Ragusa le nuove calli (nome mutuato dagli omonimi vicoli veneziani) vennero realizzate parallele tra loro e disposte perpendicolarmente al cosiddetto Stradùn, cioè la nuova arteria viaria principale di Ragusa, che esiste ancora oggi. Questa via, che taglia la città a metà, parte da Porta Pilla, e in direzione del mare scende verso oriente fino alla Torre dell'Orologio in prossimità del porto dove incrocia la diga Le Casse.

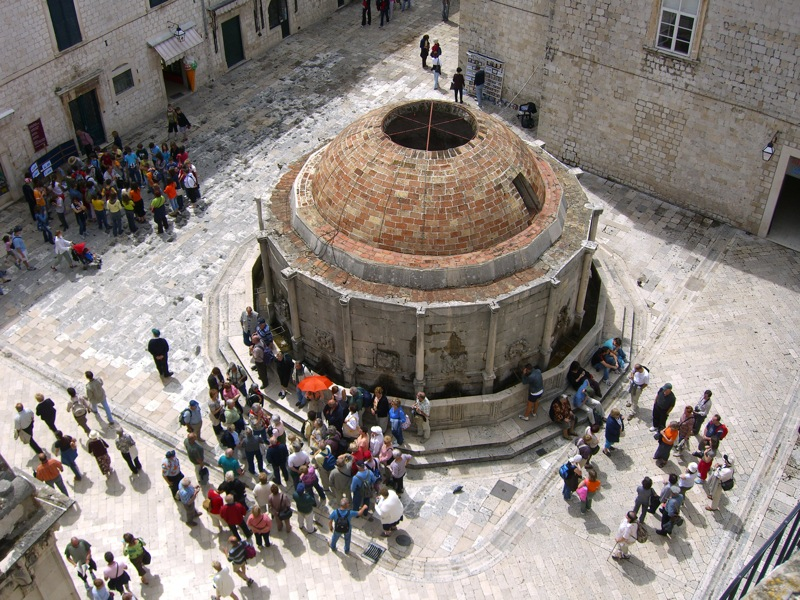
La rinascimentale Fontana di Onofrio

La città diventò sempre più dipendente dai mutevoli equilibri politici delle potenze europee potendo conservare la propria indipendenza solo grazie alla sua importanza economica e culturale, che stava però gradualmente scemando, avendo perso la propria autonomia politica e soprattutto commerciale. Nell'anno 1806 la città venne occupata militarmente dalla Grande Armée napoleonica, mentre nel 1808 un proclama del maresciallo francese Auguste Marmont pose formalmente fine alla secolare Repubblica di Ragusa, decretando la sua soppressione. L'amministrazione francese annesse i suoi ex territori al Regno d'Italia napoleonico e successivamente (1809) alle Province Illiriche, governatorato francese dipendente direttamente della Francia metropolitana.
Assegnata all'Impero austriaco in seguito al Congresso di Vienna (1815), che fu convocato dopo la sconfitta di Napoleone, Ragusa fu assegnata al Regno di Dalmazia, territorio sotto il dominio diretto della corona austriaca, rimandoci fino al termine della prima guerra mondiale (1918). Le autorità asburgiche stabilirono che il Regno di Dalmazia sarebbe stato governato da una propria assemblea, chiamata Sabor, con sede a Zara, dove si potevano confrontare i due maggiori partiti politici austriaci dell'epoca, ovvero il Partito autonomista e il Partito popolare. 

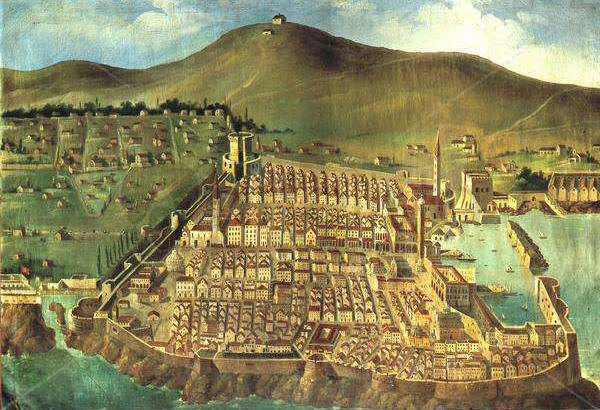
Ragusa prima del terremoto del 1667

La Dalmazia diventò quindi una monarchia, avente come lingua ufficiale il tedesco, governata da un'élite locale bilingue (croata e italiana). Anche all'epoca la religione più diffusa a Ragusa era il cristianesimo cattolico, professato dagli italiani e dai croati, affiancato dal cristianesimo ortodosso, professato invece dalla minoranza serba.
Nel 1832 il barone italofono Sigismondo Ghetaldi-Gondola (1795-1860) fu eletto sindaco di Ragusa, servendo per 13 anni. Proprio per questo servizio il governo austriaco gli concesse il titolo di "barone". I primi rappresentanti del gruppo nazionale croato furono personaggi provenienti da famiglie di lingua e cultura italiane (ad esempio Ivo De Giulli, al secolo Giovanni De Giulli), che reputarono più utile divenire promotori del nascente nazionalismo panslavo, quando non esclusivamente croato. 

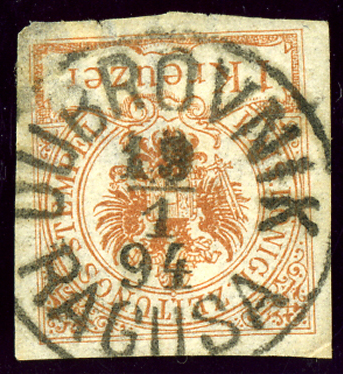
Nome bilingue Ragusa/Dubrovnik, usato nella monarchia asburgica dal 1894

Dal 1861, anno della nascita dell'Italia unita, la maggioranza croata della città riuscì a mandare al Parlamento di Vienna, come propri rappresentanti, i primi deputati bilingui che però si dichiaravano di nazionalità croata, Michele Klaić (poi Miho Klaić) e il conte Costantino Vojnović (poi Kosta Vojnović). Klaić divenne particolarmente noto per lo zelo con cui si adoperò, nel tempo, per la chiusura di tutte le scuole italiane in Dalmazia.
Come conseguenza della terza guerra d'indipendenza italiana (1866), che portò all'annessione del Veneto al Regno d'Italia, l'amministrazione imperiale austriaca, per tutta la seconda metà del XIX secolo, aumentò le ingerenze sulla gestione politica del territorio per attenuare l'influenza del gruppo etnico italiano temendone le correnti irredentiste.
Durante la riunione del consiglio dei ministri del 12 novembre 1866 l'imperatore Francesco Giuseppe I d'Austria tracciò un progetto di ampio respiro mirante alla germanizzazione o slavizzazione dell'aree dell'impero con presenza italiana:
(Francesco Giuseppe I d'Austria, consiglio della Corona del 12 novembre 1866.)

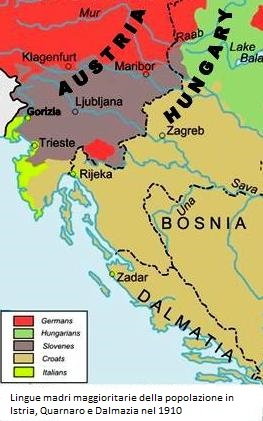
Lingue madri maggioritarie della popolazione in Istria, Quarnaro e Dalmazia nel 1910

Nel 1893 l'inaugurazione del monumento a Giovanni Francesco Gondola (il cui nome era già stato croatizzato in Ivan Gundulić, a testimonianza dell'ormai avanzato processo di croatizzazione) segnò un momento di particolare tensione a Ragusa. Commissionato dal sindaco croato Rafael Pucić, il monumento (opera dello scultore croato Ivan Rendić) fu finanziato con fondi comunali (11 fiorini) e con donazioni private di Niko Pucić (5 fiorini), Vlaho DeGiulli (10 fiorini) e del re Alessandro I di Serbia. L'inaugurazione, presenziata dal barone Frano Getaldić-Gundulić, ultimo membro della casata, vide la partecipazione di un gran numero di croati, fatti confluire in città dalle organizzazioni del Partito dei Diritti Croato e del Partito Croato Popolare per dare un carattere nazionale e politico all'avvenimento – nonostante la parallela mobilitazione dei serbo-cattolici del Partito Serbo.
Fu in questo periodo che la città iniziò a essere teatro di un duro scontro politico dovuto alla formazione delle varie coscienze nazionali, che tendevano ad attribuire a sé non solo il territorio comunale, ma anche l'antica e gloriosa storia della millenaria Repubblica di Ragusa.
Questo scontro vide tre componenti in campo: l'etnia croata, che era maggioritaria, l'etnia serbo/montenegrina e infine la componente italiana: ognuna si organizzò in un partito e per un certo periodo di tempo serbi e italiani si coalizzarono in funzione anti croata, riuscendo anche a far eleggere l'autonomista italiano Marino Bonda al Parlamento imperiale di Vienna: fu l'ultimo rappresentante italiano ad ottenere questa carica.
Nello scontro politico tra serbi e croati sulla paternità etnica e storica della Repubblica di Ragusa si iniziarono a vedere alcune delle motivazioni che cent'anni dopo avrebbero portato i governanti serbi e montenegrini ad accampare diritti sulla città. Quindi anche Ragusa fu coinvolta nel massiccio processo di croatizzazione della Dalmazia avvenuto durante la dominazione austroungarica.
La politica di collaborazione con i serbi locali, inaugurata dallo zaratino Ghiglianovich e dal raguseo Giovanni Avoscani, permise agli italiani la riconquista dell'amministrazione comunale di Ragusa, che avvenne nel 1899. Nel 1909 la lingua italiana venne vietata però in tutti gli edifici pubblici e gli italiani furono estromessi dalle amministrazioni comunali.
Queste ingerenze, insieme ad altre azioni di favoreggiamento al gruppo etnico slavo ritenuto dall'impero più fedele alla corona, esasperarono la situazione andando ad alimentare le correnti più estremiste e nazionalistiche.

### Età contemporanea
Dopo la prima guerra mondiale le truppe italiane occuparono militarmente la parte della Dalmazia promessa all'Italia dal Patto di Londra, accordo segreto firmato il 26 aprile 1915, stipulato tra il governo italiano e i rappresentanti della Triplice Intesa, con cui l'Italia si impegnava a scendere in guerra contro gli Imperi Centrali in cambio di cospicui compensi territoriali; questi in seguito non furono del tutto riconosciuti nel trattato di Versailles, firmato alla fine del conflitto. L'Italia, nel corso della conferenza di pace di Parigi che portò al trattato di Versailles, decise di non rivendicare Ragusa, al fine di ottenere la parte di Dalmazia promessale dal patto di Londra, ovvero quella settentrionale. Venne anche avanzata la proposta di creare uno Stato dalmata indipendente di cui Ragusa avrebbe fatto parte. La regione divenne quindi oggetto di un'aspra contesa, e sul posto si acuì la tensione fra l'elemento italiano e la maggioranza slava.
Nel 1919 Ragusa divenne quindi parte del neonato Regno dei Serbi, Croati e Sloveni, poi diventato Regno di Jugoslavia, con il nome di Dubrovnik. Il nome italiano Ragusa non fu più utilizzato da allora. Con l'annessione della maggior parte della Dalmazia al Regno dei Serbi, Croati e Sloveni, si verificò l'esodo di una parte consistente degli italiani ed italofoni della Dalmazia, tra cui i ragusei italiani, verso Zara, Lagosta (invece annesse al Regno d'Italia) e verso la penisola italiana stessa. Ai dalmati italiani rimasti – diverse migliaia concentrati prevalentemente a Veglia, Sebenico, Spalato, Traù, Ragusa e in alcune isole – fu concesso il diritto di richiedere la cittadinanza italiana – rinunciando a quella jugoslava – grazie ad alcune clausole contenute nel trattato di Rapallo (1920), che consentiva loro di rimanere nel Regno dei Serbi, Croati e Sloveni senza dover emigrare verso l'Italia.
Nonostante la possibilità di optare per la cittadinanza italiana data ai dalmati italiani, furono poche le domande per ottenerla. Infatti a Ragusa molti italiani, che in precedenza avevano manifestato intenzione di optare per la cittadinanza italiana, erano ormai decisi a rimanere cittadini jugoslavi, soprattutto coloro che avevano rilevanti interessi economici da tutelare, così da non esporsi a persecuzioni ed angherie. Peraltro, ancora nel 1927, 660 cittadini ragusei continuavano a dichiararsi italiani, mentre nel 1933 il locale asilo italiano aveva ancora 130 iscritti. La comunità italiana a Ragusa, fino agli anni trenta del XX secolo, riuscì a mantenere una certa vivacità sociale e culturale. 

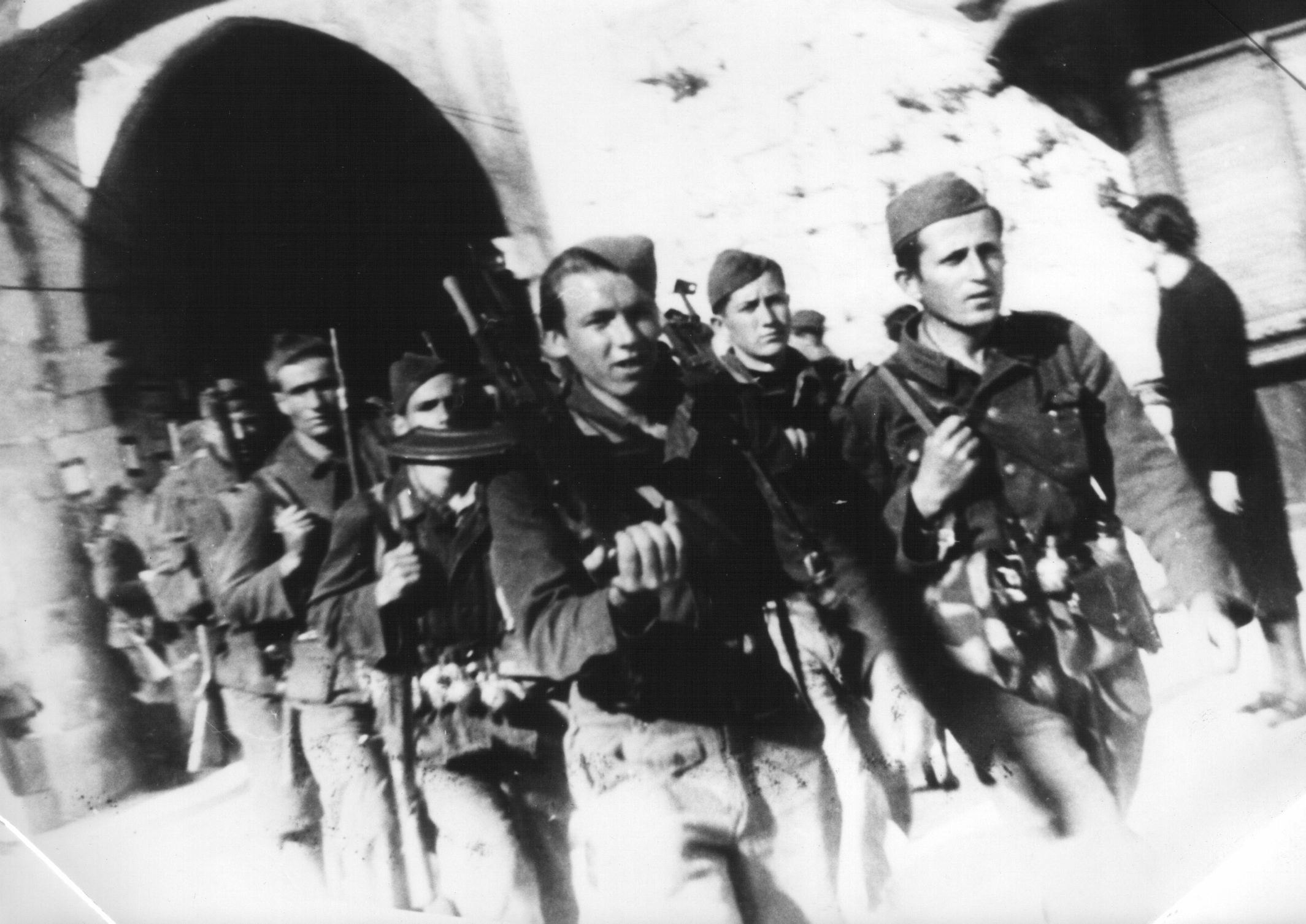
Ingresso dei partigiani jugoslavi a Ragusa, 1944

Ragusa divenne uno dei 33 oblast del Regno jugoslavo. Quando nel 1929 la Jugoslavia fu divisa tra 9 banovine, la città divenne parte della Banovina della Zeta. Nel 1939 Ragusa entrò brevemente a far parte della nuova Banovina della Croazia.
Nell'aprile 1941, durante l'invasione della Jugoslavia, operazione militare della seconda guerra mondiale, Ragusa fu occupata militarmente, così come tutta la Dalmazia, dal Regno d'Italia. Nel settembre 1941, a smembramento della Jugoslavia già avvenuto, Benito Mussolini propose l'annessione di Ragusa al Governatorato della Dalmazia, divisione amministrativa del Regno d'Italia che esistette tra l'aprile 1941 e il settembre 1943, con la contestuale creazione della Provincia di Ragusa di Dalmazia, che però non fu costituita per l'opposizione del dittatore croato Ante Pavelić, alleato di Mussolini (furono invece create la provincia italiana di Spalato e la provincia italiana di Cattaro, mentre la già esistente provincia italiana di Zara fu notevolmente ampliata). Il governatorato fu la riproposizione dell'omonimo ed effimero istituto impiantato dagli italiani in Dalmazia all'indomani della sconfitta dell'Austria-Ungheria del 4 novembre 1918, e sgomberato in seguito agli accordi italo-jugoslavi sfociati nel trattato di Rapallo del 1920.
Nell'autunno del 1941 Ragusa fu nuovamente occupata militarmente dalle truppe italiane perché vista come luogo strategico per le operazioni militari italiane nella seconda guerra mondiale. In questo contesto, le autorità italiane aprirono a Ragusa una scuola media.

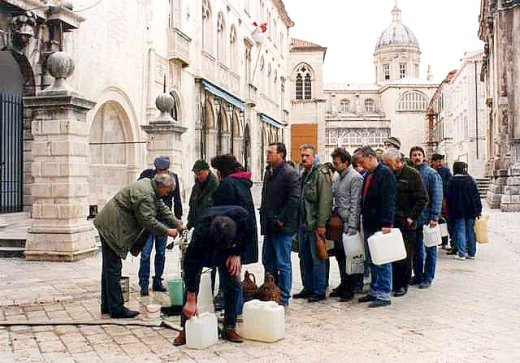
Raccolta dell'acqua durante l'assedio di Ragusa, evento delle guerre jugoslave, nel dicembre 1991

Dopo il proclama Badoglio dell'8 settembre 1943, con il quale si annunciò l'entrata in vigore dell'armistizio di Cassibile, con il quale il Regno d'Italia cessò le ostilità verso gli Alleati dando inizio di fatto alla resistenza italiana contro il nazifascismo, Ragusa fu occupata dalle truppe tedesche, ora diventate nemiche degli italiani. Nell'ottobre del 1944 i partigiani jugoslavi occuparono Ragusa, arrestando più di 300 cittadini e fucilandone 53 senza processo; questo evento divenne noto, dalla piccola isola su cui si verificò, come il massacro di Daksa.
I processi contro i cittadini ragusei non allineati politicamente con i comunisti di Josip Broz Tito iniziarono in questo periodo continuando negli anni successivi, per culminare il 12 aprile 1947 con la cattura e l'imprigionamento di oltre 90 cittadini ragusei. Successivamente, con la fine della seconda guerra mondiale, Ragusa entrò a far parte della Repubblica Socialista di Croazia, Stato federato della Repubblica Socialista Federale di Jugoslavia.
La Jugoslavia effettuò anche importanti investimenti pubblici, come la realizzazione dell'autostrada A1 adriatica, che iniziò a collegare la parte continentale della Jugoslavia con la parte costiera della Dalmazia e che interessava anche Ragusa. La posizione geografica di Ragusa diventò quindi più strategica, anche da un punto di vista economico. Dal 1979 la città è entrata a far parte della lista di siti patrimonio dell'umanità dell'UNESCO.

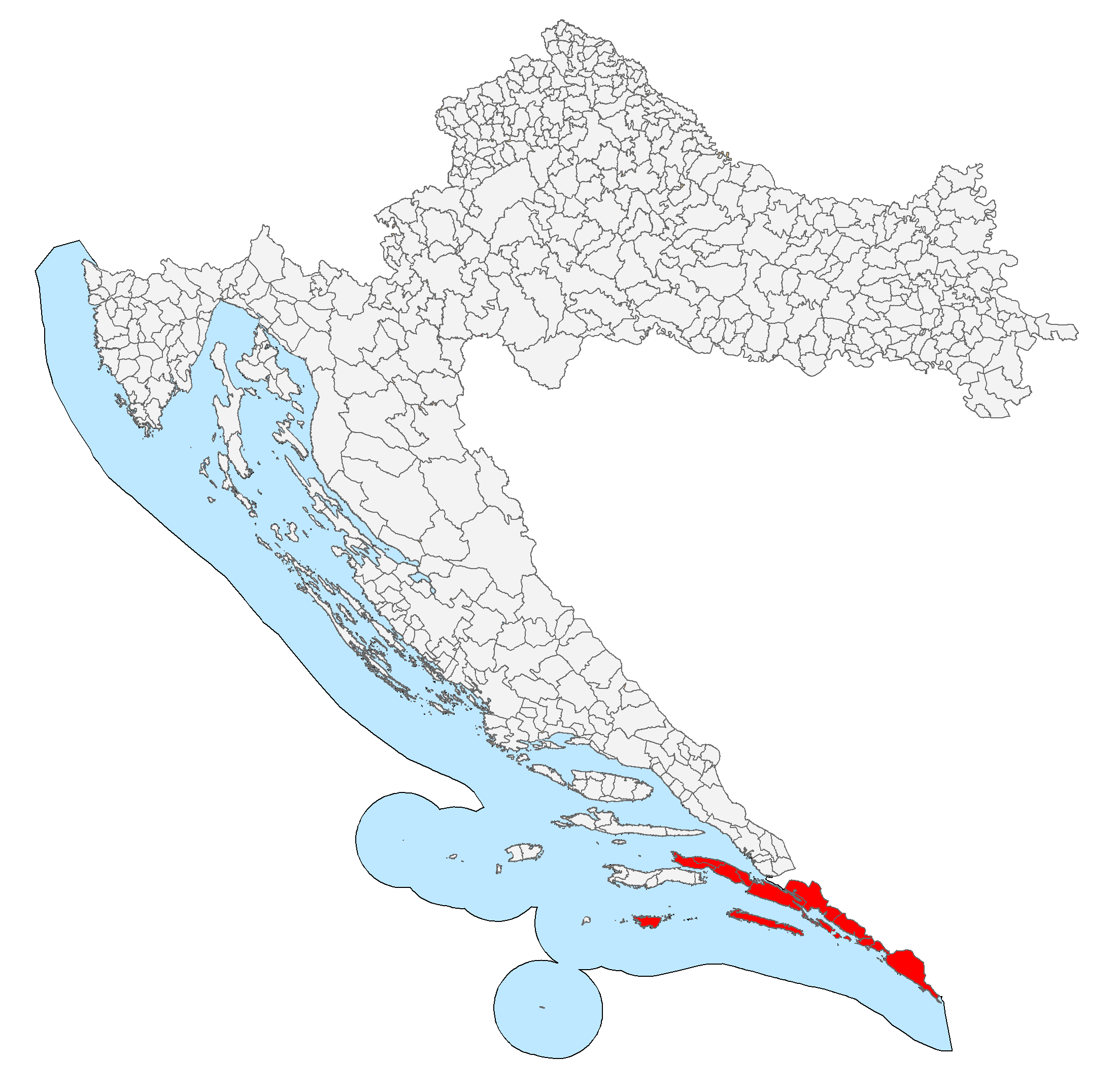
I confini della Repubblica di Ragusa all'interno dell'odierna Croazia.

Durante le guerre jugoslave, che scoppiarono nel marzo del 1991 e che portarono poi alla formale dissoluzione della Jugoslavia (1992), la città si trovò quasi sulla linea del fronte di guerra, e il 6 dicembre 1991 venne bombardata dalle forze armate jugoslave (serbe e montenegrine) dalle montagne alle spalle della città, facendo 19 morti e 60 feriti. Le bombe causarono molte vittime e non risparmiarono neppure il centro storico, che venne notevolmente danneggiato. La città rimase assediata dall'esercito popolare jugoslavo (JNA) dal 1º ottobre 1991 al maggio 1992.
Il totale delle vittime civili a Ragusa, secondo la Croce Rossa, fu di 114 persone, tra cui il poeta Milan Milišić. Dal 1992 al 1993 Ragusa restò bersaglio dell'artiglieria serbo-montenegrina, attestata sulle alture di Zarkovica, a nord-est della città. Il 68% degli edifici della città vecchia furono colpiti direttamente o indirettamente dai tiri d'obice.
Con la fine delle ostilità Ragusa si è gradualmente ripresa riacquistando la sua vocazione culturale e turistica. La ricostruzione si è svolta nel rispetto delle tecniche tradizionali, pur applicando i moderni criteri anti-sismici. Dopo la dissoluzione della Jugoslavia ci fu anche un timido risveglio della coscienza etnica dei dalmati italiani presenti a Ragusa e nel resto della Dalmazia. In particolare, a Ragusa esiste una comunità non ufficiale di italiani che fa riferimento al locale Vice Consolato Onorario d'Italia e che corrisponde allo 0,04% della popolazione totale della città.

### Ricorrenze
- 3 febbraio, festa di san Biagio, santo patrono di Ragusa.
- 27 gennaio 1416, nella Repubblica di Ragusa viene emanato il primo decreto di abolizione della schiavitù, che ne vietava anche il suo traffico nei territori di pertinenza dell'antica repubblica marinara.
- 31 gennaio 1808, soppressione della Repubblica di Ragusa, che era stata fondata nel 1358.
- 21 gennaio 1920, grazie alla conferenza di pace di Parigi del 1919, che fu organizzata dopo la prima guerra mondiale, Ragusa venne annessa al Regno dei Serbi, Croati e Sloveni, poi diventato Regno di Jugoslavia.
- 6 giugno 2003, visita pastorale di papa Giovanni Paolo II.

## Monumenti e luoghi d'interesse

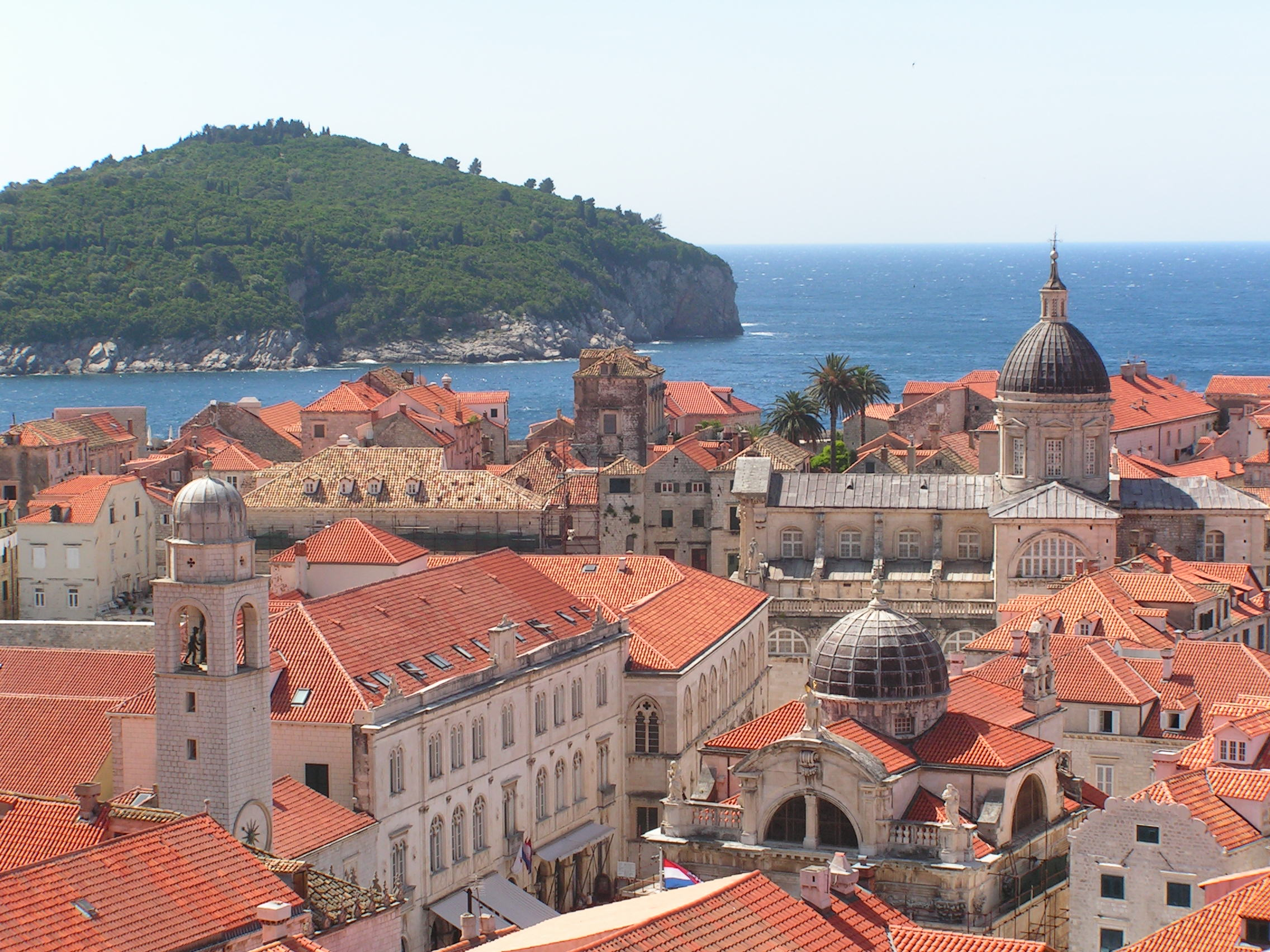
Veduta della città vecchia

La città vecchia di Ragusa è stata dichiarata Patrimonio dell'Umanità da parte dell'UNESCO. Questo riconoscimento ha fatto guadagnare alla città di Ragusa il soprannome di "Perla dell'Adriatico". La motivazione dell'inserimento nella lista dell'UNESCO di Ragusa è stata la seguente:
(Motivazione dell'inserimento della città vecchia di Ragusa nella lista dei patrimoni dell'umanità dell'UNESCO)
Essendo stata dichiarata in pericolo dall'UNESCO dal 1991 al 1998 a causa delle distruzioni causate dalle guerre jugoslave, la città vecchia di Ragusa è tuttora oggetto di lavori di restauro, che sono coordinati dalla già citata organizzazione mondiale. La Ragusa moderna è quella ricostruita ex novo dopo le gravi distruzioni architettoniche riportate con il terremoto del 1667. 

### Architetture religiose
Cattedrale di Santa Maria MaggioreLa cattedrale di Santa Maria Maggiore è dedicata anche all'Assunzione di Maria. Il primo edificio religioso costruito con lo stesso nome e sullo stesso luogo, venne innalzato tra il VI e il VII secolo, con uno stile bizantino. Fra il XII e il XIV secolo la cattedrale fu completamente ricostruita in stile romanico. Secondo una leggenda, la ricostruzione sarebbe stata possibile anche grazie ad una donazione di re Riccardo I d'Inghilterra. Il sovrano inglese avrebbe deciso infatti di elargire questo contributo come ringraziamento alla città per un salvataggio in mare durante un naufragio, che sarebbe avvenuto poco lontano dal porto di Ragusa. La sua ricostruzione in stile barocco, dopo il terremoto del 1667, avvenne su progetto dell'architetto italiano Andrea Buffalini e successivamente con l'intervento di Tommaso Maria Napoli.
Chiesa di San BiagioIl santo patrono di Ragusa è san Biagio (che nel dialetto raguseo croato della città è chiamato sveti Vlaho; in croato è invece sveti Blaž). La chiesa a lui dedicata sorge al termine dello Stradun, in piazza della Loggia. La costruzione in stile barocco – opera dell'architetto veneziano Marino Groppelli – risale al Settecento (1706-1714). Alla chiesa vi si accede tramite una scalinata. L'attuale edificio venne preceduto da una chiesa in stile romanico del XIV secolo, gravemente lesionata durante il terremoto del 1667 e definitivamente distrutta da un incendio nel 1706, che altresì distrusse quasi per intero la notevole collezione di arredi sacri nonché le opere d'arte contenute nella chiesa.

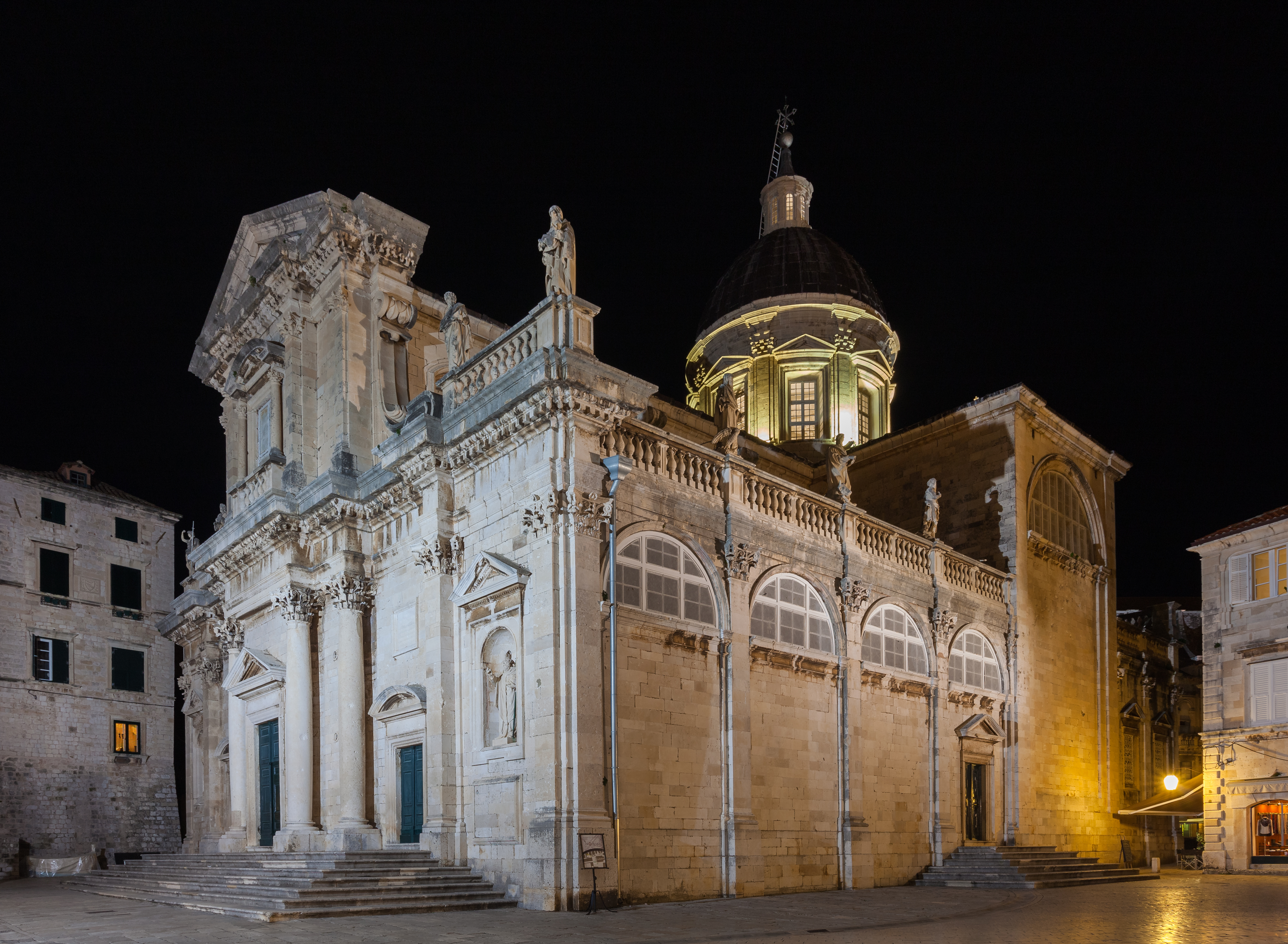
Cattedrale dell'Assunzione

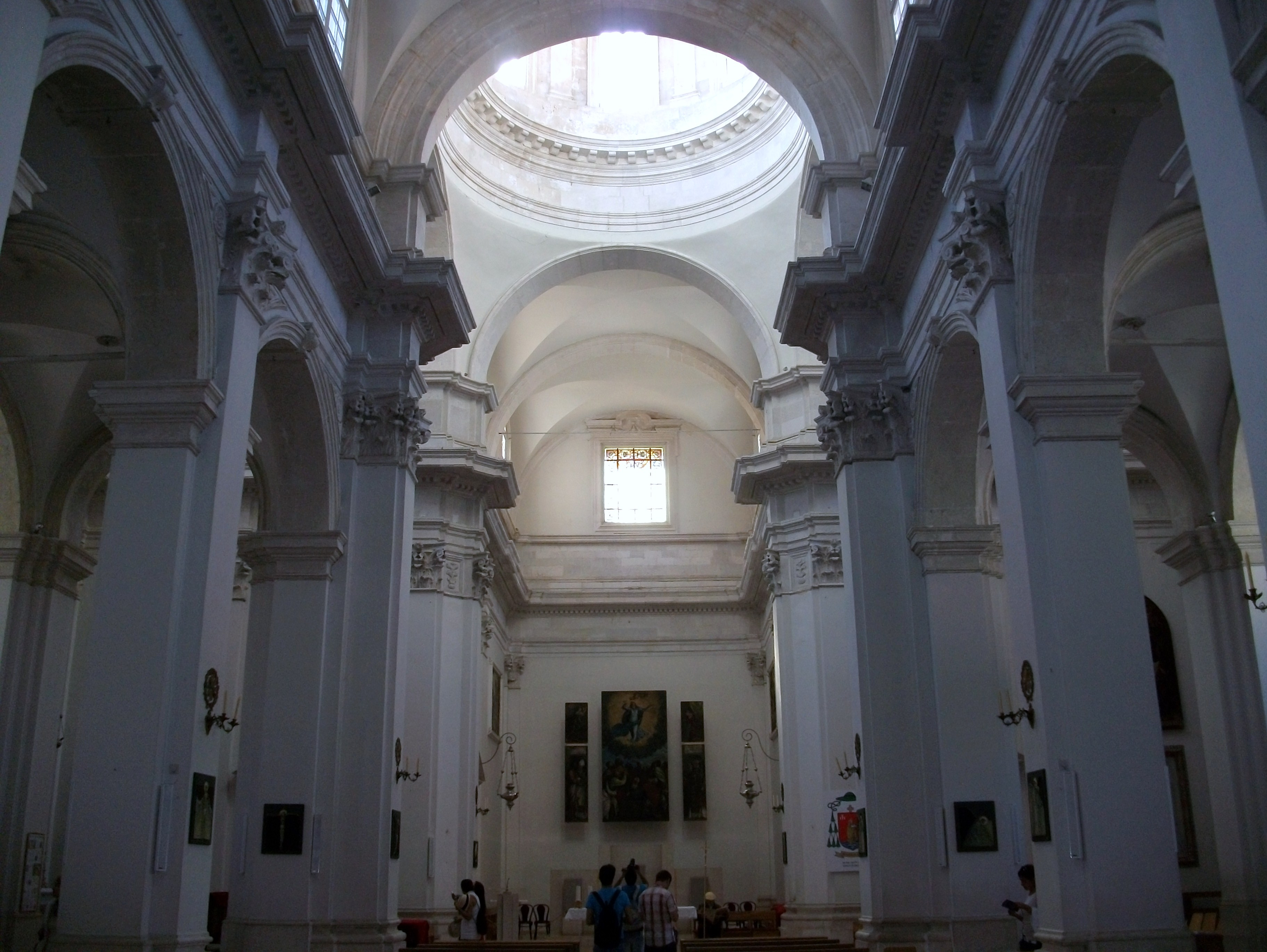
Interni della cattedrale dell'Assunzione

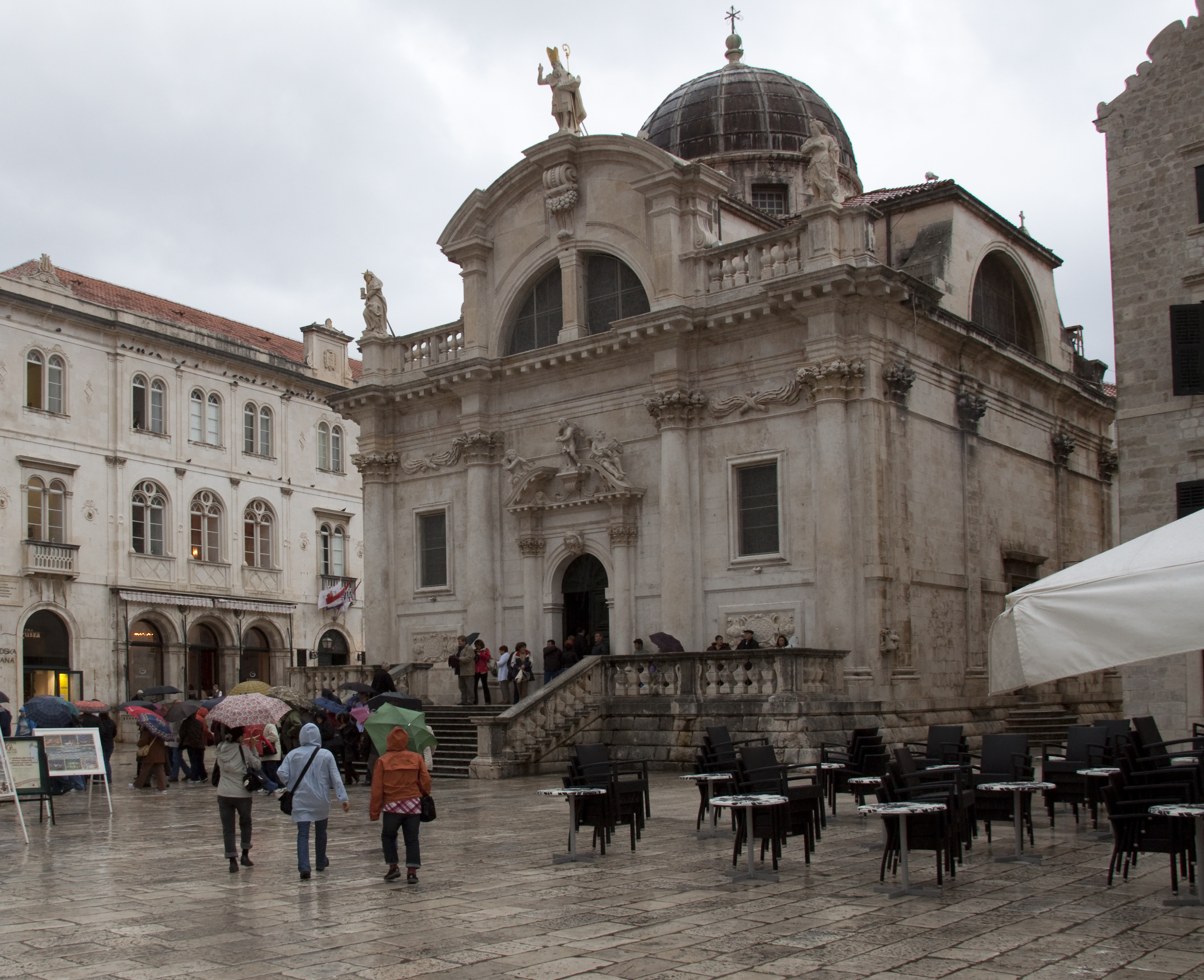
Chiesa di San Biagio

Secondo le ricostruzioni dell'epoca, a salvarsi fu solamente una statua in argento e oro di san Biagio, capolavoro dell'arte orafa locale del XV secolo ed attualmente collocata sull'altare maggiore. Miracolosamente recuperata fra le ceneri dell'incendio, la statua rappresenta il santo in piedi con il pastorale nella mano destra, mentre con la sinistra tiene un modellino di Ragusa. All'interno della chiesa è conservato il cranio del santo, in un ricco reliquiario a forma di corona bizantina. Esso viene portato solennemente in processione nella ricorrenza di san Biagio, che secondo la leggenda e la tradizione popolare difese e protesse la città da un'aggressione della Repubblica di Venezia.

#### Chiesa e Convento dei Francescani
Chiesa di San SalvatoreVicino al convento dei Francescani si erge la chiesa votiva di San Salvatore, fatta costruire nel 1520 dal senato della città come ringraziamento per aver risparmiato Ragusa da un terremoto, come ricorda una scritta sulla facciata della costruzione. La chiesa fu risparmiata anche dal successivo terremoto del 1667, che rase al suolo gran parte della città dalmata. L'interno presenta una navata unica con una volta costolonata a crociera (crucicostolata) e delle finestre laterali gotiche a sesto acuto. Sulla parete sinistra è appeso un grande dipinto con l'Ascensione, opera di Pierantonio Palmerini. Il dipinto, restaurato tra 1983 e 1984, fu commissionato dal Maggior Consiglio nel 1527 per l'altare maggiore, dove oggi è una tela settecentesca con San Biagio inginocchiato davanti al Crocifisso e fu collocato nel 1530.

#### Chiesa e Convento dei Domenicani
Altro convento degno di nota presente a Ragusa.

#### Chiesa dei Gesuiti di Sant'Ignazio
Quando i Gesuiti si installarono a Ragusa, costruirono questa chiesa barocca in onore del fondatore del loro ordine religioso. Copia dell'architettura della chiesa romana di Sant'Ignazio di Loyola in Campo Marzio, fu progettata da Andrea Pozzo e inaugurata nel 1699. Gli affreschi interni (1735-1737) sono opera del pittore barocco siciliano di origine spagnola Gaetano Garcia. Sulla sinistra è presente una riproduzione della Grotta di Lourdes (1885), che è una delle prime opere di questo genere realizzate al mondo.

### Architetture civili

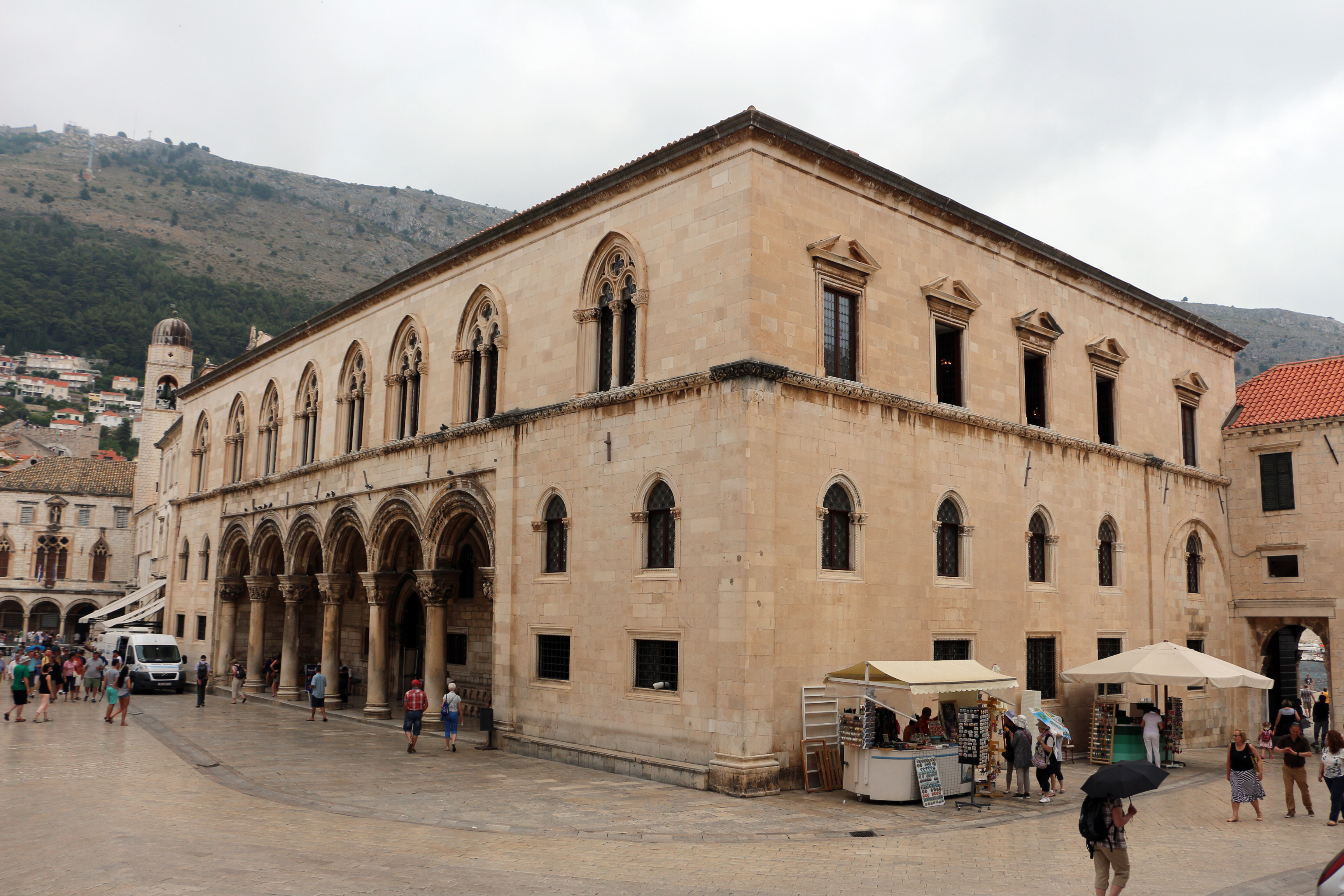
Il Palazzo dei Rettori

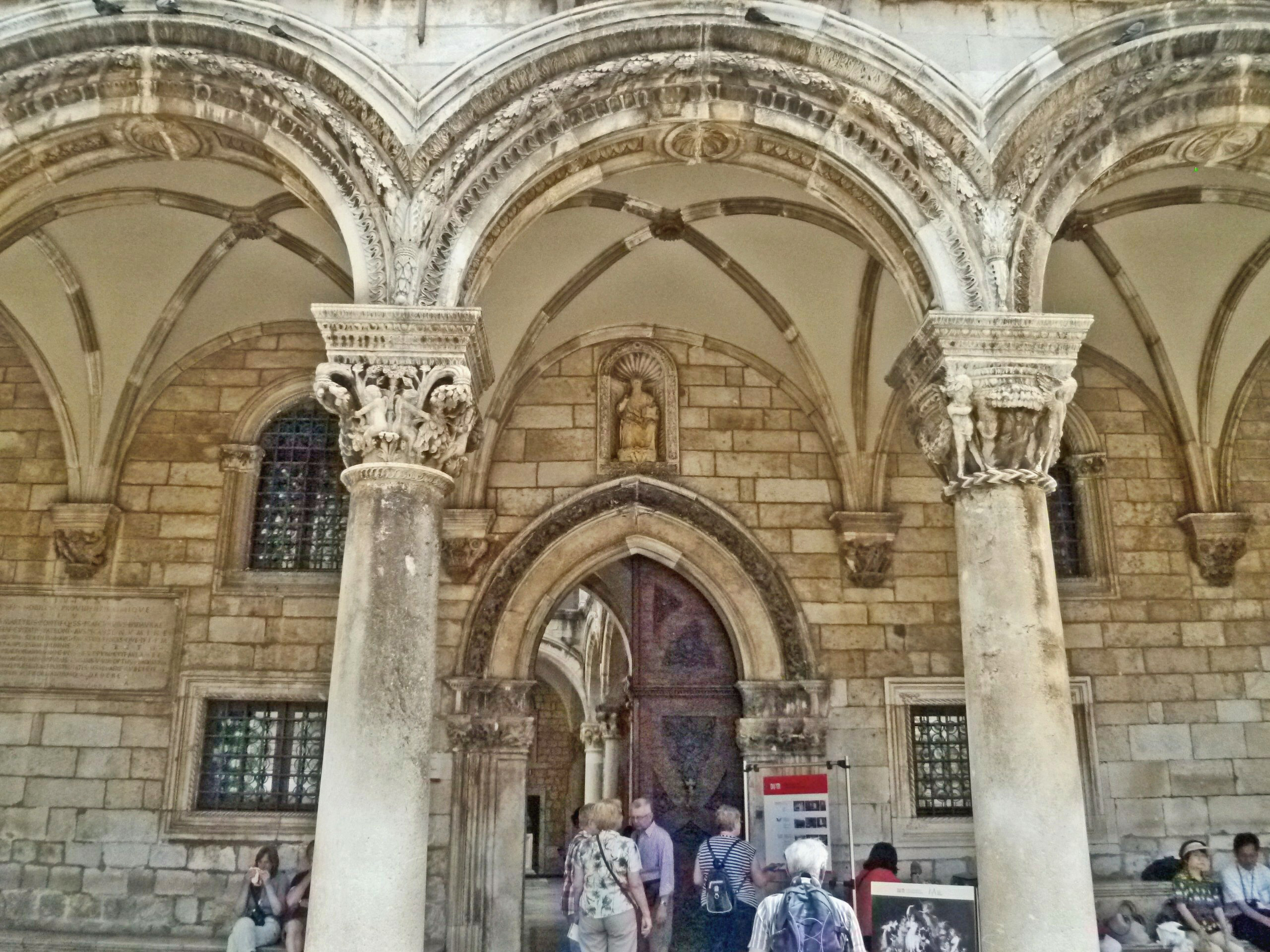
Particolare della loggia del Palazzo dei Rettori

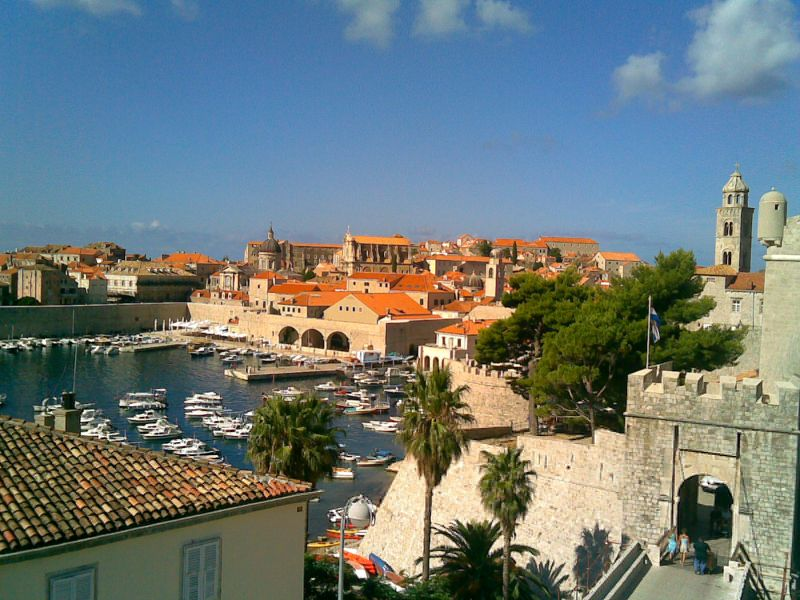
Scorcio di Porto Vecchio

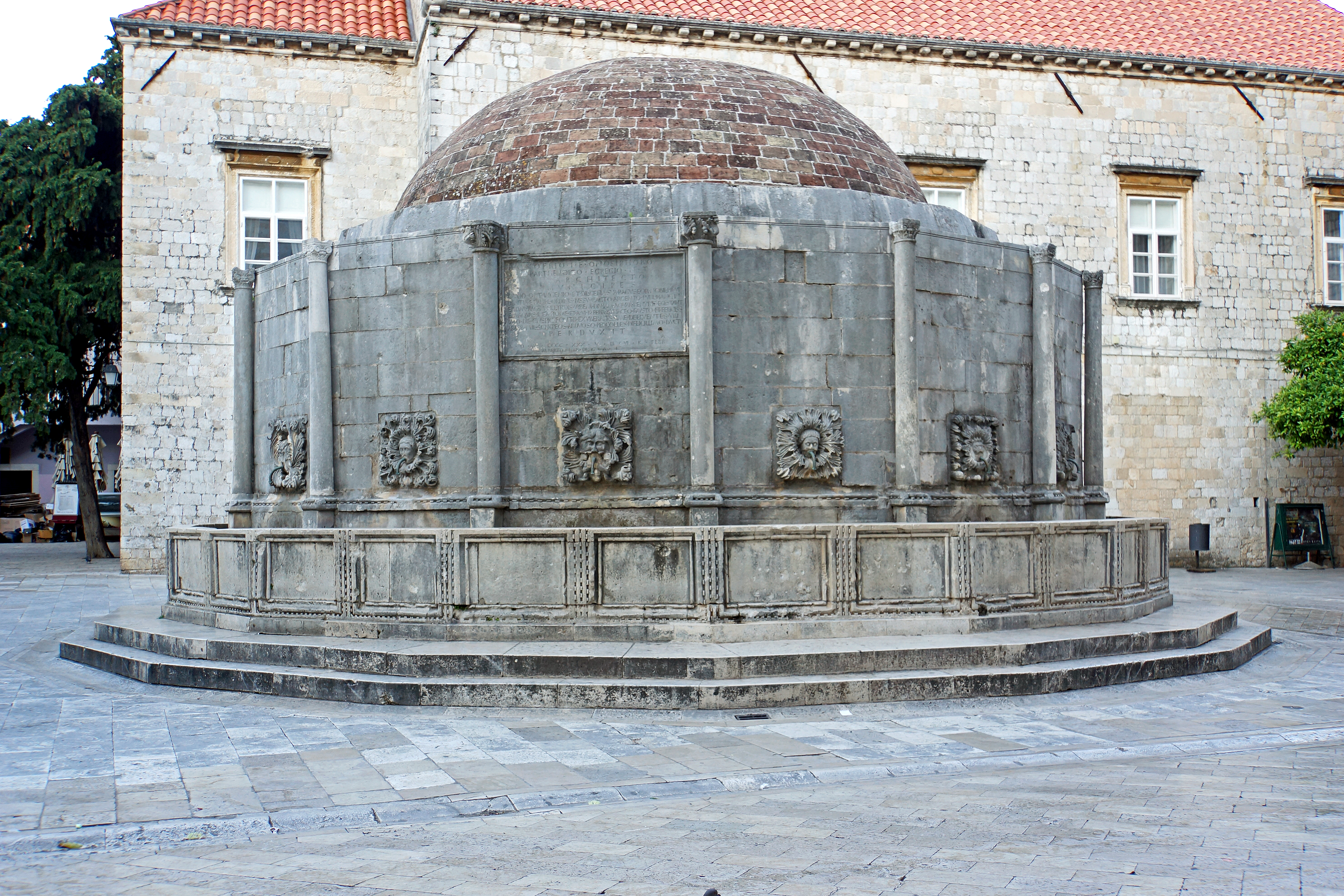
Grande Fontana di Onofrio, iscrizione in carattere lapidario romano composta da Ciriaco d'Ancona.

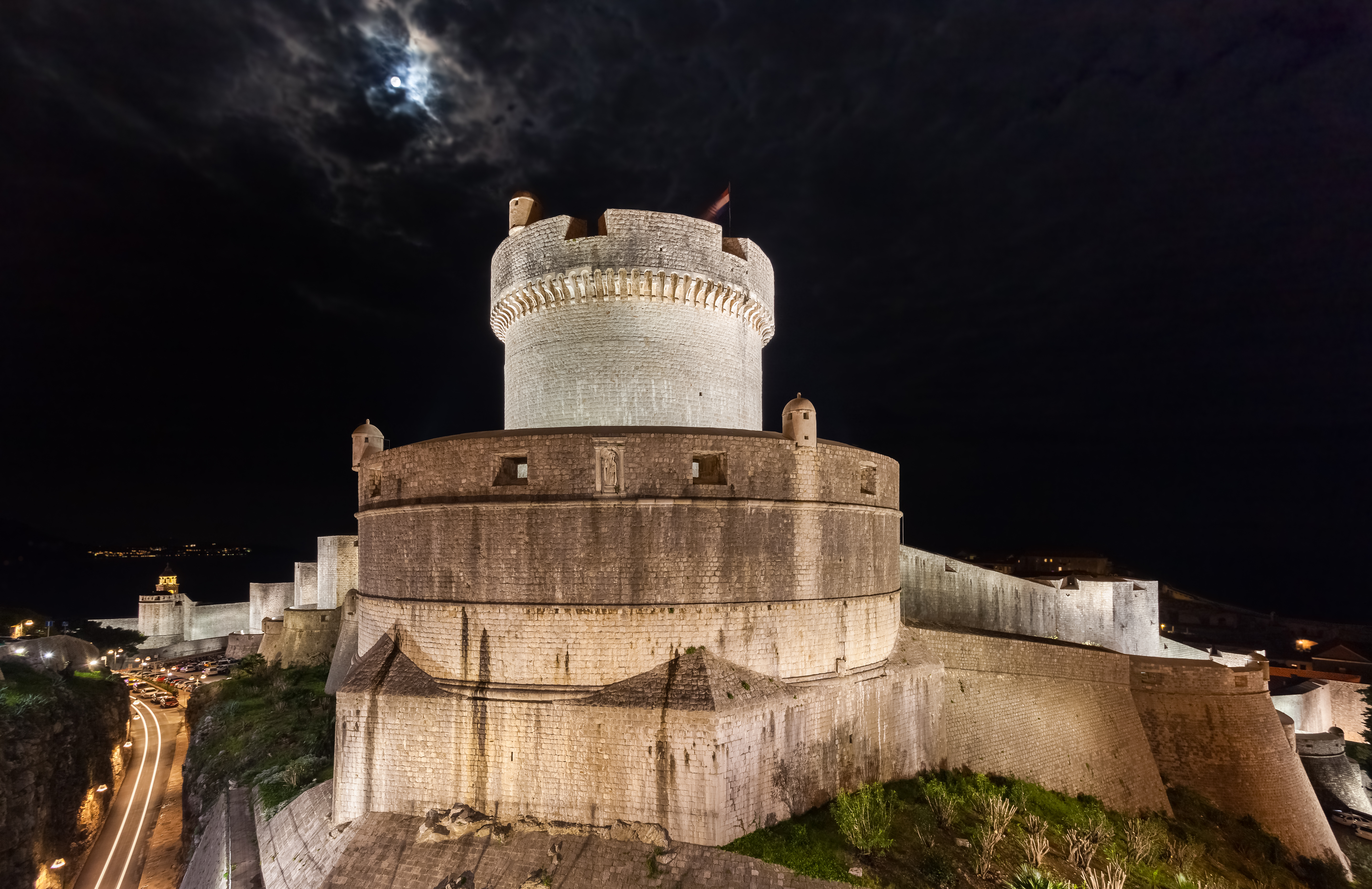
Le antiche mura di Ragusa con in primo piano la fortezza Minceta

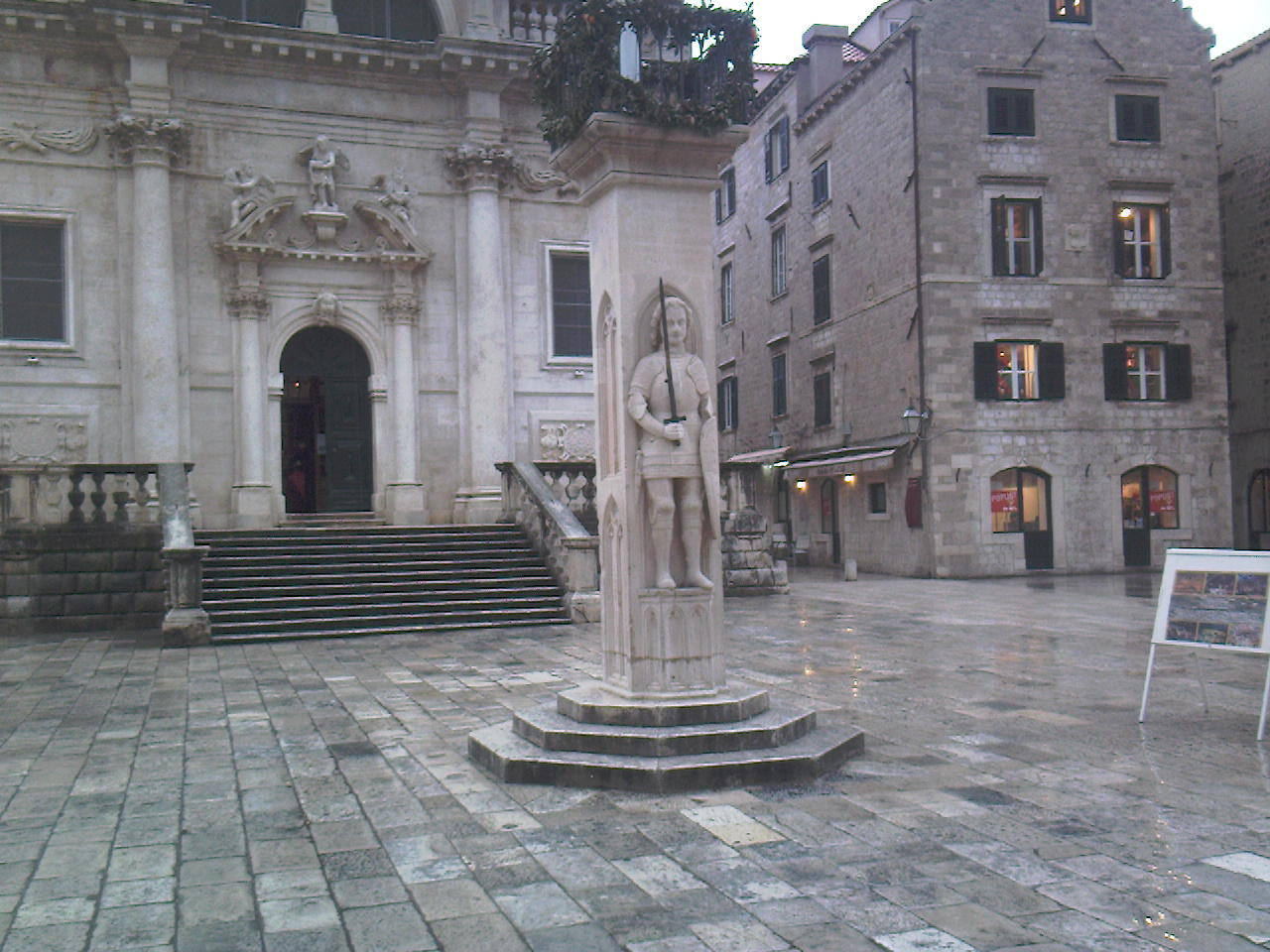
La Colonna di Orlando, che si trova di fronte alla chiesa di San Biagio

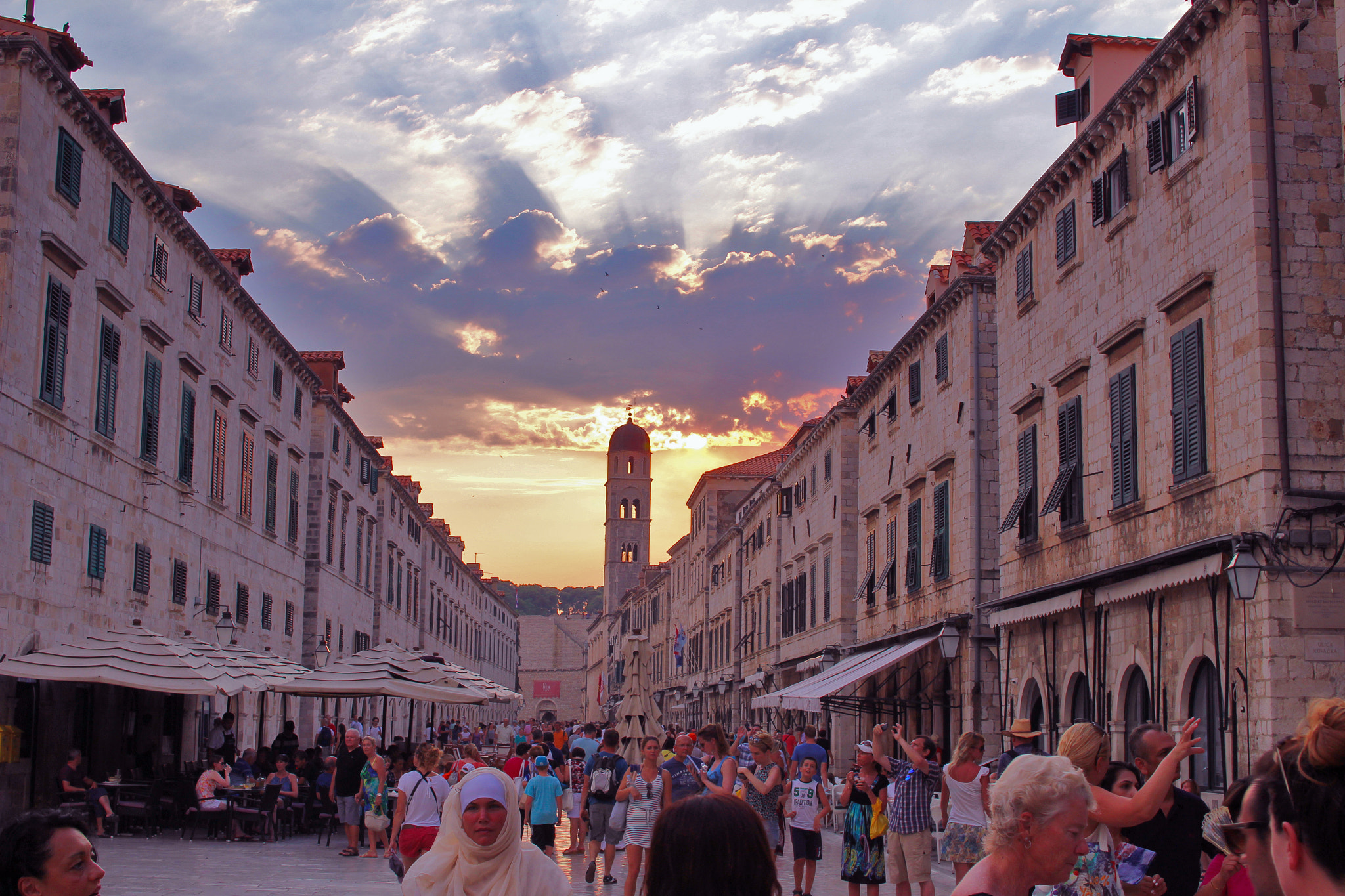
Lo Stradun, importante arteria stradale di rilevante valenza storica, che taglia in due la città

#### Palazzo dei Rettori
Il Palazzo dei Rettori fu la sede del governo della Repubblica di Ragusa, il suo cuore politico, nonché il luogo delle udienze e delle cerimonie ufficiali. Al posto dell'edificio attuale esisteva già un palazzo con la medesima funzione sin dal XIV secolo. Nel 1435 l'esplosione di un deposito di polvere da sparo della vicina armeria causò pesanti danni, tanto che il palazzo dovette essere ricostruito. I lavori furono eseguiti dal 1435 al 1463 su progetto iniziale di Michelozzo, cui subentrò poi Giorgio Orsini da Sebenico, che si ritiene abbia progettato l'elegante portico rinascimentale. Lo stile del palazzo è una fusione di gotico veneto e di rinascimentale.
La realizzazione dei dettagli scultorei coinvolse molti artisti, scultori, scalpellini e muratori. Nel 1444 il governo cittadino commissionò a Ciriaco d'Ancona, l'umanista considerato uno dei padri dell'archeologia, un'iscrizione da porre sulla facciata del palazzo, considerata una delle prime in cui fu recuperato l'uso del carattere lapidario romano, che Ciriaco aveva studiato nelle epigrafi antiche trovate nel territorio raguseo. Oggi il Palazzo dei Rettori ospita il museo storico-culturale, dove è conservato il trittico di san Nicola dipinto da Michele Hamzić con san Nicola al centro e a sinistra i santi Giovanni Battista e Stefano, mentre a destra sono rappresentati san Marco e santa Maria Maddalena.

#### Porto Vecchio
Posizionato a est della città vecchia, fino agli inizi del XX secolo fu il porto principale di Ragusa, poi sostituito da quello di Gravosa (Gruž). La sua forma è dovuta all'intervento dell'ingegnere locale Pasquale di Michele ragusino, che a partire dal 1484 lo ristrutturò connettendolo al sistema delle fortificazioni di San Luca e di San Giovanni, creando nel contempo a protezione del porto la Diga Casse (Kaše) con funzione di frangiflutti. Il nome deriva dalle migliaia di casse piene di pietre affondate al largo di Ragusa, che servirono per la sua ricostruzione del 1667. Da ciò derivò anche il nome di Porto Cassone, usato fino agli inizi del XX secolo. Sul Porto Vecchio si affacciavano un tempo l'Arsenale Grande e l'Arsenale Piccolo, fulcro del sistema difensivo navale raguseo, che vennero ristrutturati e poi demoliti al tempo della dominazione austriaca.

#### Colonna di Orlando
Opera di Bonino da Milano (1419 o 1423), la Colonna di Orlando aveva la funzione di pilo portabandiera e di pietra di bando, dove si leggevano i proclami o le sentenze. È la raffigurazione in pietra del leggendario Orlando (o Rolando), il paladino protagonista della celeberrima opera letteraria medievale Chanson de Roland. La scelta di raffigurare questo personaggio è dovuta allo scontro che Ragusa ebbe con il pirata saraceno Spucente, che secondo una leggenda popolare sarebbe stato ucciso proprio da Orlando presso Lacroma.
Oltre ad essere simbolo della libertà cittadina, la colonna divenne anche il luogo dell'infamia: qui infatti venivano eseguite le condanne capitali. Orlando era anche il protettore del commercio. La lunghezza del suo braccio destro (51,2 cm) divenne l'unità di misura del braccio raguseo. L'aspetto attuale della colonna risale agli inizi del XV secolo, ma nei secoli essa venne spostata o rimossa, anche per cause naturali: nel 1825 un violento fortunale l'abbatté e venne conservata in un magazzino per oltre cinquant'anni. Al momento del suo ripristino (1878), il paladino venne rivolto verso nord, mentre precedentemente volgeva lo sguardo e la spada a est, verso l'Impero ottomano.

#### Grande Fontana di Onofrio
La Grande Fontana di Onofrio (chiamata tradizionalmente dai ragusei di lingua croata Velika Onofrijeva fontana, utilizzando una delle diverse parole di derivazione italiana del loro dialetto) si trova al centro della piccola piazza dopo l'ingresso da Porta Pile. È stata costruita nel 1438 dal costruttore napoletano Onofrio Giordano, noto anche come Onofrio della Cava, con cui la Repubblica aveva stipulato un contratto per la costruzione dell'acquedotto cittadino. Onofrio portò in città l'acqua della sorgente Šumet, distante dodici chilometri dalla città, da cui nasce il fiume Ombla.
La fontana fu gravemente danneggiata nel terremoto del 1667, e l'aspetto attuale è una ricostruzione del volume architettonico. Si sono conservati solo i sedici rilievi dei mascheroni, dalle cui bocche scorreva l'acqua. Nella fontana è presente un'interessante iscrizione in latino, anch'essa - come per il Palazzo dei Rettori - composta da Ciriaco d'Ancona e una delle prime in cui si recuperò l'uso del carattere lapidario romano. Fu il governo della Repubblica di Ragusa, nel 1443, a commissionare a Ciriaco questa iscrizione.
L'acqua dolce a Ragusa era accessibile dalla popolazione in altri due punti chiave: a ovest dell'entrata principale della città, dove fu costruito un grande edificio poligonale che fungeva da cisterna, e ad est, dove è presente una fontana di dimensioni più ridotte, la Fontana Minore di Onofrio (Mala Onofrijeva česma o fontana), che serviva a rifornire il mercato in piazza Loggia. Oltre a queste due fontane se ne trovavano altre anche nella zona del porto e nell'area della pescheria, nel Palazzo del Rettore e nel Convento Francescano, oltre alla cosiddetta Fontana Giudea.

#### Grand Hotel Imperial
Il Grand Hotel Imperial è il primo albergo di lusso della città, costruito tra il 1895 e il 1897 quando la città faceva parte dell'Impero austro-ungarico.

### Architetture militari

#### Mura di Ragusa
Le mura di Ragusa sono state realizzate tra il XIII e il XVII secolo a scopo difensivo. Sono lunghe 1 940 metri, alte 25 metri e larghe 4-6 metri su terra e 1,5-3 metri su mare. Lungo il loro perimetro sono presenti delle torri. All'interno delle mura, ai tempi della Repubblica di Ragusa, intorno al 1272, erano presenti circa 2 000 abitanti. Nel XV secolo il numero di residenti salì a circa 6 000 persone. Dal XIV secolo si iniziarono a costruire le torri difensive, che in seguito vennero dotate di accorgimenti architettonici per proteggerle dai colpi di artiglieria. L'aspetto attuale delle mura risale a un periodo compreso tra il XV e il XVI secolo. Nel secolo successivo sono stati infatti eseguiti solo lavori di ampliamento marginali. Lungo le mura sono giunti sino a noi tre fortificazioni che hanno rilevanza storica e architettonica: la fortezza Minceta, la fortezza Revelin e la fortezza Imperiale.

### Vie e piazze

#### Stradun
Lo Stradun rappresenta l'asse viario principale di Ragusa, che taglia in due la città collegando Porta Pile con piazza della Loggia. Il nome tradizionale Stradun (letteralmente "Stradone" come in italiano. Questa via di Ragusa è chiamata, in italiano, anche Corso, mentre in dialetto locale croato anche Placa, ovvero con un altro termine mutuato dalla lingua italiana) è chiaramente di derivazione neolatina. La costruzione dello Stradun, un tempo, pareva fosse stata dovuta all'interramento di una lingua di mare che divideva la parte insulare della città – l'antica Lausa – dal sobborgo slavo sorto sulle pendici del monte San Sergio, corrispondente all'attuale sestiere di Prijeko.
Gli scavi successivi al terremoto del 1971 hanno però messo in luce che questa zona sarebbe invece stata asciutta e usata a scopi agricoli, il che spiegherebbe l'antico toponimo di campus. Le costruzioni prospicienti lo Stradun sono state completamente rifatte dopo il terremoto del 1667. I piani dei lavori vennero affidati al capitano Giulio Cerruti, ingegnere di Castel Sant'Angelo inviato in aiuto a Ragusa assieme a una compagnia di fanti da Papa Clemente IX. Prima della catastrofe lo Stradun era in gran parte porticato – fatto unico in Dalmazia – ma Ceruti eliminò i portici sostituendoli con botteghe archeggiate, uniformando sia i pianterreni sia i prospetti. Fino all'incrocio con la via Larga (Široka), il fronte nord dei palazzi presenta due piani alti, mentre quello sud uno alto tra due mezzanini. Dopo la via Larga, il fronte meridionale si uniforma con quello settentrionale. Questa soluzione – utilitaristica ed economica – rese però più monotona la via rispetto alla precedente sistemazione.

#### Piazza della Loggia
Cuore della città, piazza della Loggia assunse la sua forma primitiva tra i secoli XV e XVI. L'attuale aspetto è però successivo al grande terremoto del 1667, quando iniziò un lungo periodo di circa sessant'anni durante il quale ci fu un rimodellamento completo della piazza. Vi si trovano o vi affacciano alcuni dei principali monumenti cittadini: la Colonna di Orlando (1418), simbolo dell'indipendenza cittadina, il Palazzo Sponza (1516-1524), sede della Dogana e della Zecca, la gotica Porta della Dogana con la sovrastante Loggia delle Campane (XV secolo, fu riaperta e ristrutturata solo nel 1952), che dà il nome alla piazza. Accanto alla Loggia si trova la Torre Civica (XV secolo), cui segue la Gran Guardia (1706-1708) con la Fontana minore di Onofrio (1440-1441).
Allineato all'edificio della Gran Guardia è presente il neo rinascimentale ex Palazzo del Comune, eretto nel 1867 in luogo del quattrocentesco Palazzo del Maggior Consiglio, bruciato nel 1818. Di fronte al palazzo si erge il fianco della Chiesa di San Biagio (1707-1715). Piazza della Loggia è in diretta continuazione con Prid Dvorom, piazza così chiamata in lingua croata perché si trova di fronte al gotico-rinascimentale Palazzo dei Rettori, il più caratteristico della città. Quest'ultimo fronteggia il Palazzo Ragnina (XVIII secolo), mentre a sud la piazza è delimitata dal fianco della Cattedrale dedicata all'Assunzione di Maria (XVII-XVIII secolo).

#### Piazza Gondola
Anticamente piazza Gondola era la sede del principale mercato cittadino ed aveva il nome di Piazza delle Erbe. Formatasi dallo sgombero delle rovine del terremoto, al centro presenta un grande monumento bronzeo rappresentante il celebre scrittore raguseo Giovanni Gondola – uno dei padri della letteratura croata – eretto nel 1893 dallo scultore Ivan Rendić. La piazza è a forma di "L" ed è in leggero pendio: all'angolo sudest si scorge la cupola della Cattedrale, mentre a sud si apre una via in fondo alla quale si leva la scalinata della chiesa gesuitica di Sant'Ignazio. Fra le modeste costruzioni della piazza si distingue il palazzo Giorgi-Pozza, nobili famiglie dei tempi della Repubblica di Ragusa, variamente imparentate: trasformato nel 1895 nell'Hôtel de la Ville, permane tuttora il suo utilizzo come albergo. Nel 1902 all'angolo di un edificio venne posta una piccola fontana in stile neomedievale chiamata Amerlingo, dal nome del suo donatore.

#### Piazza Marino Darsa
Anche la Piazza Marino Darsa è in diretta continuazione con la Prid Dvorom. Delimitata a nord dal fianco del Palazzo dei Rettori, a sud da un palazzo già appartenente alla famiglia Saraca, a ovest dalla facciata della Cattedrale e a est dal Palazzo Sorgo, il più grande edificio privato della città nonché sede dal XIX secolo del Vescovado. Accanto si trova la piccola Chiesa di San Bartolomeo, che incorpora i resti della precedente Chiesa dei Santi Cosma e Damiano.

#### Piazza Bona
Detta un tempo Piazza di Puglia (Puljiška poljana) per la presenza di venditori provenienti da quella regione, oggi piazza Bona è dedicata alla nobile famiglia dei Bona, una delle più importanti della storia ragusea. Tutto il lato sudoccidentale è occupato dalle case dei Bona. Un tempo in questa piazza si affacciava la Cattedrale: ricostruita dopo il terremoto con diverso orientamento, ora vi domina il suo presbiterio. Fino al 1830 vi era al centro un battistero trecentesco, abbattuto a causa di una decisione di un alto funzionario austriaco.

## Società

### Evoluzione demografica
Abitanti censiti (migliaia):

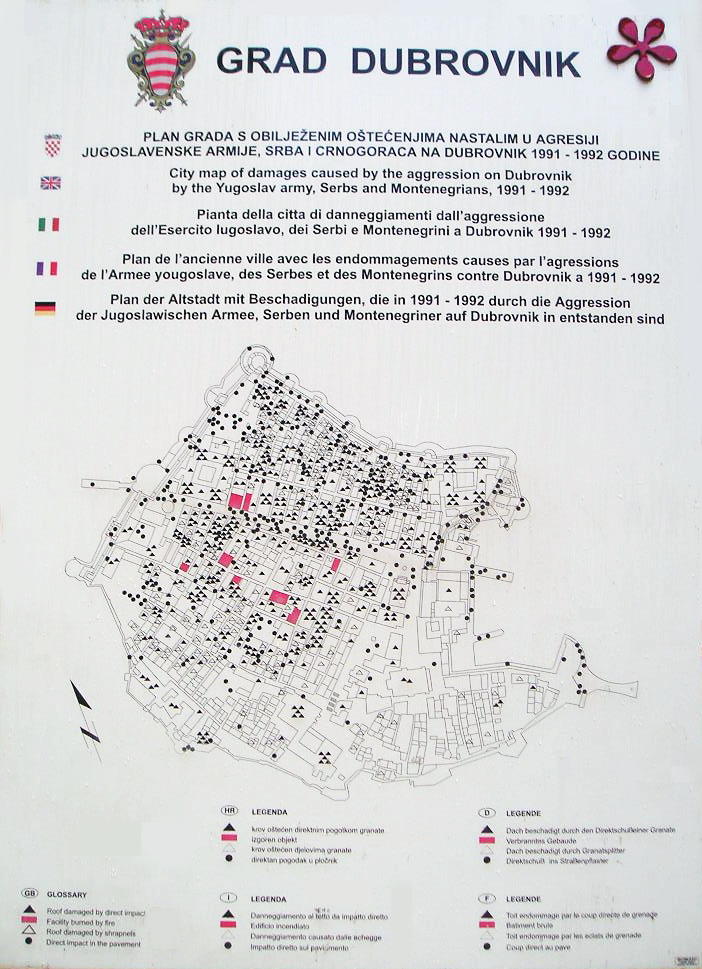
Pianta della città con segnati tutti i danneggiamenti subiti da Ragusa durante le guerre jugoslave. A causa di queste guerre, Ragusa subì un consistente spopolamento che è stato in parte recuperato

Come si può notare, Ragusa ha avuto nel tempo una costante crescita degli abitanti, tendenza che si è invertita nel 2001 fino a quasi dimezzarne il numero in occasione della guerra d'indipendenza croata, che ebbe luogo durante il processo di dissoluzione della Jugoslavia. Ragusa fu infatti uno dei teatri di guerra principali. La guerra d'indipendenza croata terminò nel 1995 con la vittoria croata, e la definitiva secessione della Croazia dalla Jugoslavia, che fu ufficialmente riconosciuta anche da quest'ultima.

### Etnie e minoranze straniere

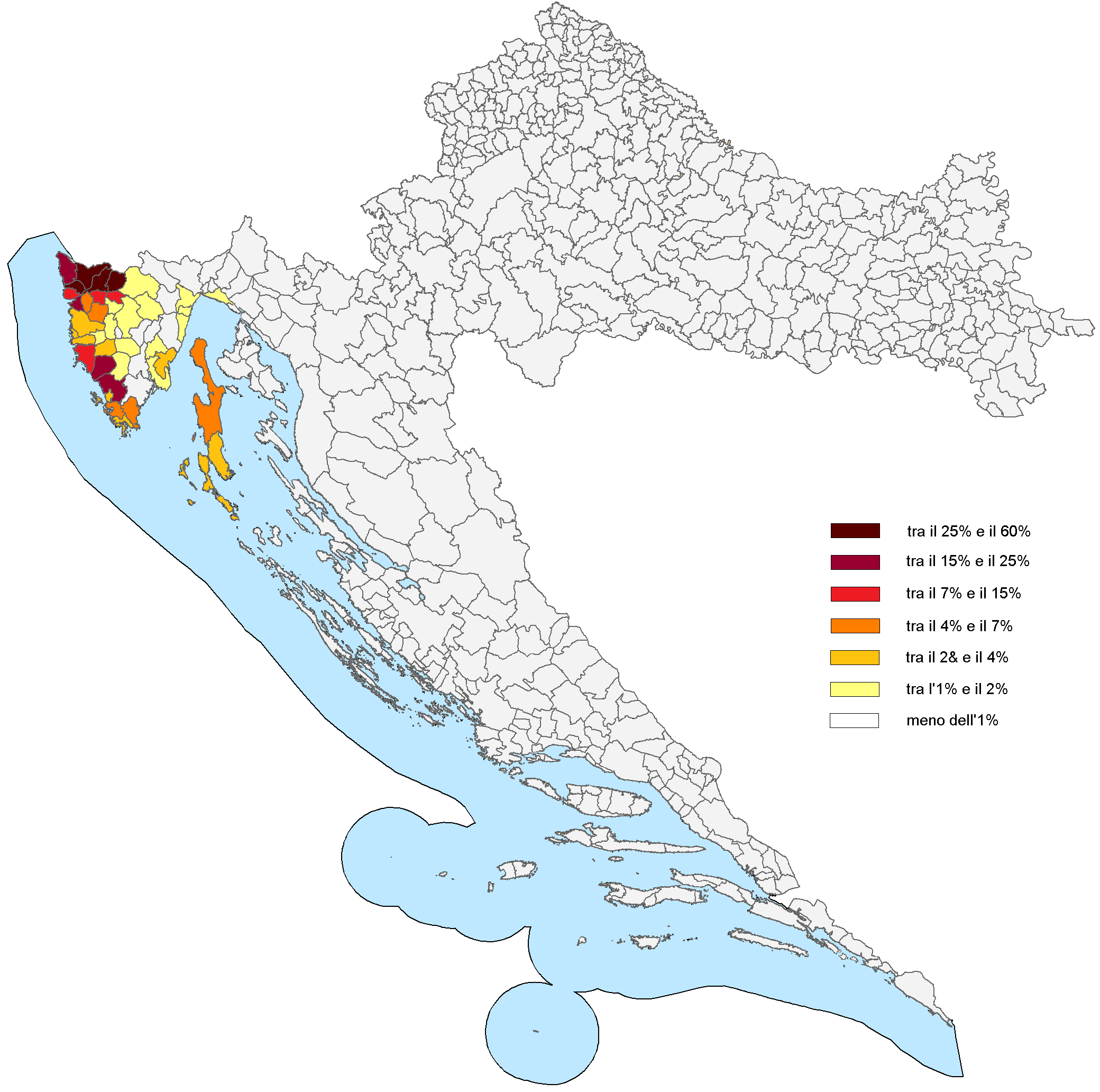
Mappa della Croazia del 2011 indicante i residenti di madrelingua italiana per città e comuni, registrati al censimento ufficiale croato

Secondo il censimento del 2001, basato sulla madrelingua utilizzata, la città aveva una popolazione di 43 770 abitanti, di cui:
- Croati: 38 690 (88,39%);
- Serbi: 1 426 (3,26%);
- Bosniaci: 1 387 (3,17%);
- Montenegrini: 242 (0,55%);
- Non dichiarato: 853 (1,95%).

Mentre in base al censimento del 2011, sempre basato sulla madrelingua usata, Ragusa aveva una popolazione totale residente di 42 615 abitanti, di cui:
- Croati: 38 498 (90,34%);
- Bosniaci: 1 499 (3,52%);
- Serbi: 1 164 (2,73%);
- Montenegrini: 194 (0,46%);
- Altri gruppi: 342 (0,8%).

### La presenza autoctona di italiani
Secondo il linguista Matteo Bartoli, all'inizio delle guerre napoleoniche (1803), l'italiano era l'idioma parlato come prima lingua da circa il 33% della popolazione dalmata. Secondo il censimento austriaco del 1865 la percentuale dei dalmati italiani raggiungeva il 12,5% del totale nella regione. Nel 1880 nel distretto di Ragusa di Dalmazia vivevano 16689 serbocroati, 484 tedeschi e 652 italiani; quest'ultimi erano concentrati nel comune di Ragusa, dove costituivano circa l'8% della popolazione.
Nel 1900 il 6,49% della popolazione totale di Ragusa dichiarava come propria lingua d'uso l'italiano (548 su 8 437). La comunità italiana ragusea, ormai in evidente declino, riuscì a mantenere tra il XIX e gli inizi del XX secolo una scuola elementare (fondata dalla Lega Nazionale dopo la conversione delle scuole pubbliche italiane in scuole croate) e alcuni centri culturali italiani.
L'andamento storico della presenza di italiani a Ragusa è stata la seguente:
- 1890: italiana 356 (3,2%), serbo-croata 9 028 (80,8%), tedesca 273 (2,4%), altre 79, totale 11 177;
- 1900: italiana 632 (4,8%), serbo-croata 10 266 (77,8%), tedesca 347 (2,6%), altre 306, totale 13 194;
- 1910: italiana 486 (3,4%), serbo-croata 10 879 (75,7%), tedesca 558 (3,9%), altre 267, stranieri 2 177, totale 14 367

Alla fine della prima guerra mondiale la città venne annessa al Regno di Jugoslavia, e ciò provocò una drastica diminuzione della popolazione di nazionalità italiana. Nel 1933 esisteva ancora a Ragusa una scuola elementare mista italiana-iugoslava. La diminuzione continuò fino a dopo la seconda guerra mondiale, compromettendo l'esistenza della comunità italofona, in seguito all'esodo giuliano dalmata.
Dopo la dissoluzione della Jugoslavia, avvenuta nel 1992, ci fu un timido risveglio della coscienza etnica dei dalmati italiani di Ragusa e della Dalmazia in generale. Secondo il censimento del 2011 a Ragusa è rimasta una piccola minoranza autoctona di italiani, composta da 27 persone, pari allo 0,06% della popolazione. In tutta la Regione raguseo-narentana gli italiani censiti sono 50. Non esiste però una comunità italiana ufficialmente riconosciuta e i pochi ragusei italiani si riuniscono nella locale Società Dante Alighieri (costituita nel 2001 e rappresenta la principale istituzione culturale italiana della città) e si appoggiano anche alla Comunità degli Italiani di Spalato.

### Lingue e dialetti

#### La questione della lingua a Ragusa

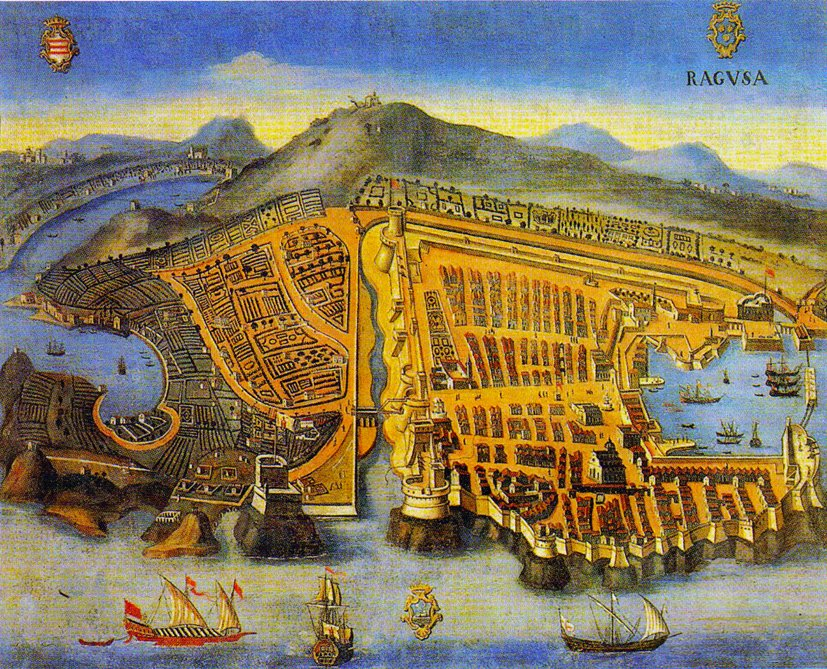
Vista di Ragusa alla metà del XVII secolo.

Ragusa è l'unica fra le città fondate da dalmati neolatini a essere rimasta indipendente fino ai tempi di Napoleone. Ai tempi della Repubblica di Ragusa, i ragusei non conobbero il concetto di "lingua ufficiale". Nei loro atti pubblici e negli arenghi usarono nei secoli la lingua dalmatica, il latino, l'italiano e secondariamente il croato. Altre lingue lingue volgari neoromanze parlate a Ragusa comprendevano – oltre alla lingua dalmatica, estinta nel XIX secolo – soprattutto il toscano ed altre forme di italiano regionale, anche mescolate fra di loro. Altri idiomi parlati in tempi storici erano il serbo-croato, idioma affine al croato moderno, e la lingua veneta, parlata soprattutto nel contesto mercantile nella forma del dialetto veneto coloniale.
Ancora nel 1472, per proteggere la lingua dalmatica in pericolo di estinzione, il Consiglio dei Pregati di Ragusa adottò alcune deliberazioni per imporre l'uso esclusivo della "[...] lingua latina ragusea [...]" (ovvero la lingua dalmatica) nelle discussioni di questa assemblea. Venne inoltre votato a maggioranza il divieto di usare le lingue slave. Non ottenne invece la maggioranza dei votanti la proposta di poter usare anche l'italiano, che fu quindi cassata.
Dal XVI secolo la lingua dalmatica di Ragusa iniziò a cedere gradualmente, nell'uso popolare, allo slavo illirico, mentre si affermò come lingua colta un idioma derivante dall'italiano. Tale varietà italo-romanza in uso al tempo era composta da toscano, veneziano, lombardo e pugliese. Risultava più diffuso tra le classi istruite (l'istruzione avveniva però in italiano), ovvero tra le classi nobili e la classe dei commercianti. 

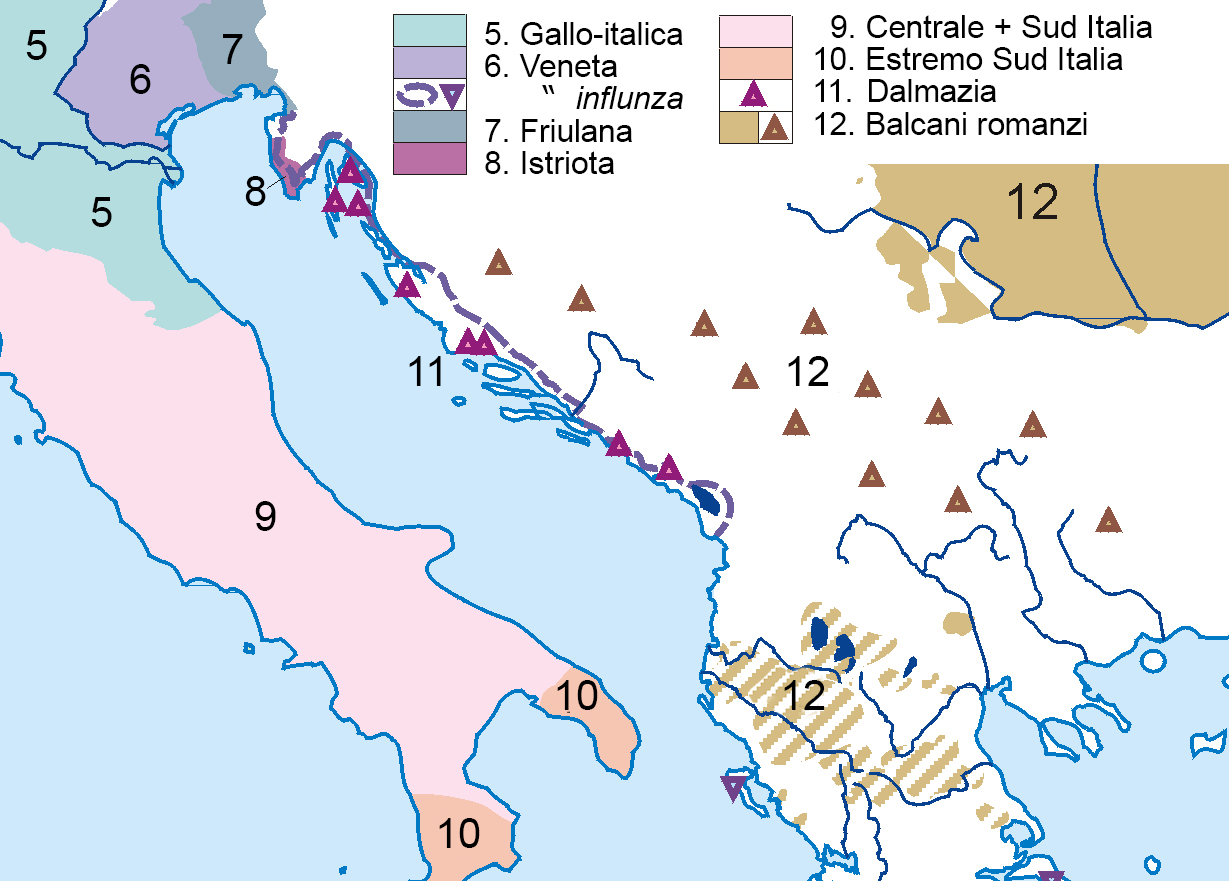
Lingue romanze in Dalmazia nel XIV secolo. I triangoli viola indicano le isole linguistiche dove si parlava ancora diffusamente la lingua dalmatica

La lingua dalmatica, in particolare, era una lingua romanza (o, secondo alcuni studiosi, un gruppo di lingue romanze) parlata un tempo lungo le coste della Dalmazia, dal golfo del Quarnaro ad Antivari. La lingua dalmatica è stata suddivisa tradizionalmente in due varianti principali, determinate in base soprattutto alla documentazione storica disponibile: il dalmatico settentrionale o veglioto, così chiamato perché proprio dell'isola di Veglia, e il dalmatico meridionale o raguseo, per il quale esistono attestazioni antiche relative a documenti e memorie della Repubblica di Ragusa.
Secondo Matteo Bartoli, nell'XI secolo, oltre 50 000 persone parlavano, nel complesso, la lingua dalmatica. Con le conquiste della Repubblica di Venezia la lingua dalmatica fu in gran parte sostituita dal veneto, e ciò avvenne anche a Ragusa: sembra, ad esempio, che nella città di Zara questo cambiamento sia avvenuto già prima del Rinascimento. La lingua dalmatica, nella sua forma di dialetto raguseo, fu invece la lingua dominante della Repubblica di Ragusa sino al XII secolo rimanendo diffuso fino alla fine del Quattrocento.
La lingua dalmatica cadde in completo disuso a Ragusa verso la fine del Quattrocento oppure, secondo altre fonti, all'inizio del secolo successivo. Per l'umanista raguseo Elio Lampridio Cerva (1460 circa – 1520) la lingua dalmatica era già un idioma dimenticato, un ricordo dell'infanzia. In alcune aree limitate, come le isole del Quarnero e forse anche a Lissa, la lingua dalmatica sopravvisse probabilmente fino ai tempi di Napoleone come lingua comunemente parlata da comunità consistenti. L'ultimo a parlare la lingua dalmatica, nella forma del suo dialetto settentrionale (quello meridionale era già estinto), Tuone Udaina, morì a Veglia per lo scoppio di una mina di terra nel 1898.
Prima di morire era stato intervistato dal glottologo Matteo Bartoli, che nel 1906 pubblicò sulla lingua dalmatica due volumi redatti in tedesco (Das Dalmatische), tuttora fondamentali per lo studio dell'antica lingua autoctona della Dalmazia. Nel 1533 l'italiano diventò lingua ufficiale della Repubblica di Ragusa in luogo del latino, ed anche in chiesa la predica del sacerdote avveniva ora in italiano. L'italiano rimase nei secoli la lingua privilegiata in tutti gli ambiti legali, sia pubblici che privati, sopravvivendo in città anche alla caduta della Repubblica di Ragusa (1808), per gran parte del XIX secolo.

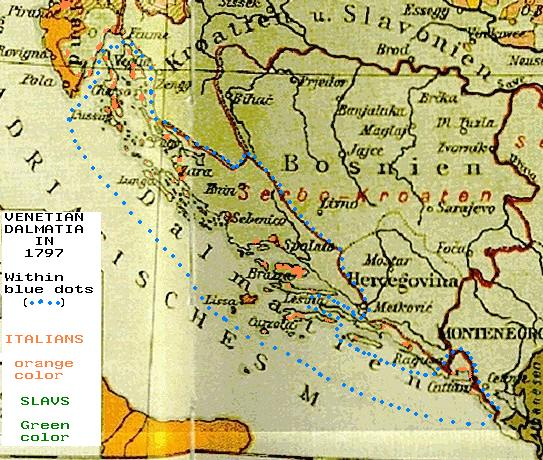
Mappa linguistica austriaca del 1896, su cui sono riportati i confini (segnati con pallini blu) della Dalmazia veneziana nel 1797. In arancione sono evidenziate le zone dove la lingua madre più diffusa era l'italiano, mentre in verde quelle dove erano più diffuse le lingue slave

Nel Rinascimento Ragusa diventò contemporaneamente culla della nascente letteratura croata, rimanendo tuttavia un importante centro per la cultura e la letteratura di lingua italiana, in cui scrivevano in gran parte gli scienziati, matematici e letterati ragusei. In Dalmazia, fino alla nascita del Regno d'Italia, l'italiano era riconosciuto come lingua ufficiale della zona. Dopo il 1860, a Ragusa, l'italiano venne ufficialmente affiancato al croato come reazione austriaca all'irredentismo italiano, che si era attivato dopo lo scoppio della seconda guerra d'indipendenza italiana.

## Cultura

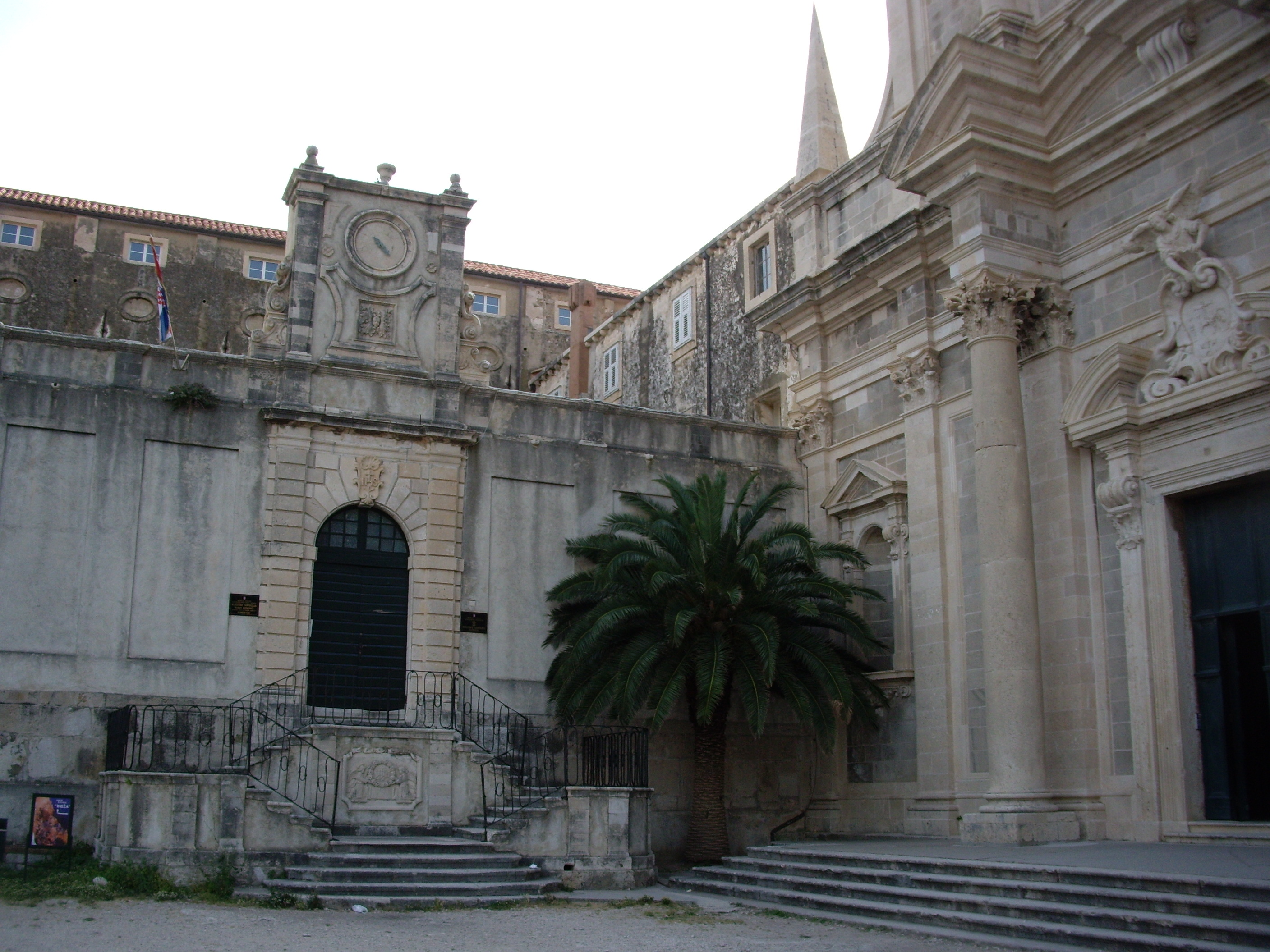
Ingresso del ginnasio classico di Ragusa

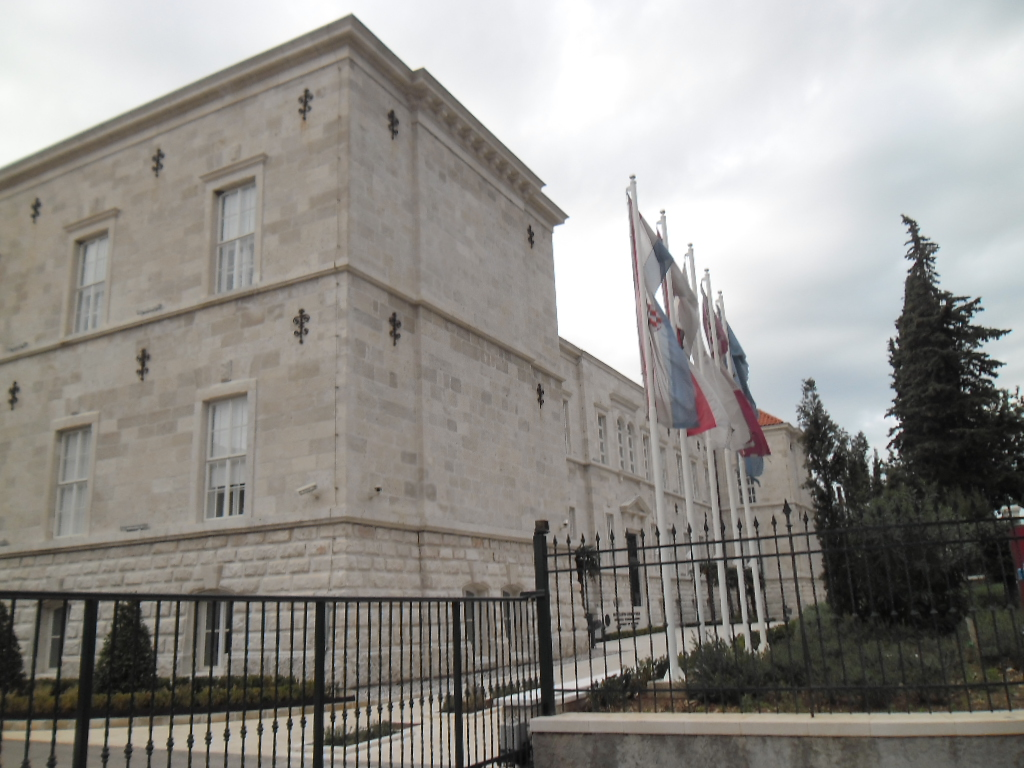
Scorcio dell'università di Ragusa

### Istruzione
A Ragusa sono presenti sette istituti scolastici di istruzione primaria e nove scuole di istruzione secondaria. A Ragusa hanno sede alcune importanti università. Esse sono l'università di Ragusa, l'università internazionale di Ragusa, nonché le sedi ragusee del Rochester Institute of Technology Croatia, del università di Zagabria e dell'Accademia delle scienze e delle arti croata.

### Musei
Ragusa offre un'ampia offerta museale che comprende spazi espositivi di argomento storico, religioso (su tutti, il tesoro della cattedrale della città), marittimo, archeologico, etnografico, storico contemporaneo, fotografico e un acquario.

### Musica
A Ragusa è attiva un'orchestra sinfonica costituita da professionisti che è la protagonista degli eventi musicali organizzati in città. Nel suo repertorio ci sono anche brani musicali composti agli albori della Repubblica di Ragusa, nonché brani di musica classica composti a Ragusa nel XVIII secolo, periodo storico in cui la composizione musicale, in città, raggiunse rilevanti vette di qualità.

### Eventi
Importante evento, avente anche rilevanti risvolti storici, è la festa del santo patrono della città, san Biagio, la cui effigie è riportata anche sulla bandiera della città. Dal 1950, nei mesi di luglio e agosto, è organizzato il festival estivo annuale di Ragusa, che comprende numerosi eventi letterari, teatrali, cinematografici e musicali, a cui partecipa anche la già citata orchestra sinfonica di Ragusa, nonché eventi nel campo delle arti e dello spettacolo.

### Stampa

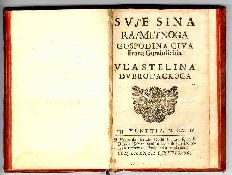
Stampa originale del 1622 de Le lagrime del figliol prodigo di Giovanni Francesco Gondola, che venne scritto e stampato a Ragusa

La letteratura prodotta Ragusa ha notevolmente influenzato lo sviluppo della letteratura croata. Alcuni fra i libri più antichi in lingua croata giunti sino a noi sono stati stampati a Ragusa e risalgono al XVI secolo, epoca in cui la stampa nella città ragusea muoveva i suoi primi passi.
In particolare, dell'epoca, si sono salvati dodici libri, di cui sette di argomento religioso. Il manoscritto più antico prodotto in città è il messale di Ragusa, scritto a mano in lingua croata nel XII secolo.
Tutti questi scrittori erano di madre lingua croata, fermo restando che per scrivere le loro opere sono stati influenzati da Francesco Petrarca, scrittore, poeta, filosofo e filologo italiano vissuto nel XIV secolo che è considerato il precursore dell'umanesimo e uno dei fondatori della letteratura italiana.
A partire dal XVII secolo, dopo l'affermazione di molti letterati croati, che gettarono le basi alla letteratura del Paese, fu la cultura italiana a prendere il sopravvento, con Giovanni Francesco Gondola (in croato Ivan Gundulić), che fece toccare il picco della letteratura ragusea con la sua opera Le lagrime del figliol prodigo (in croato Suze sina razmetnoga).
Letterati che sono poi entrati nella storia della letteratura croata prodotta a Ragusa sono Giovanni Serafino Bona (Ivan Bunić Vučić), Giunio Palmotta (Junije Palmotić) e Luko Paljetak.

## Geografia antropica

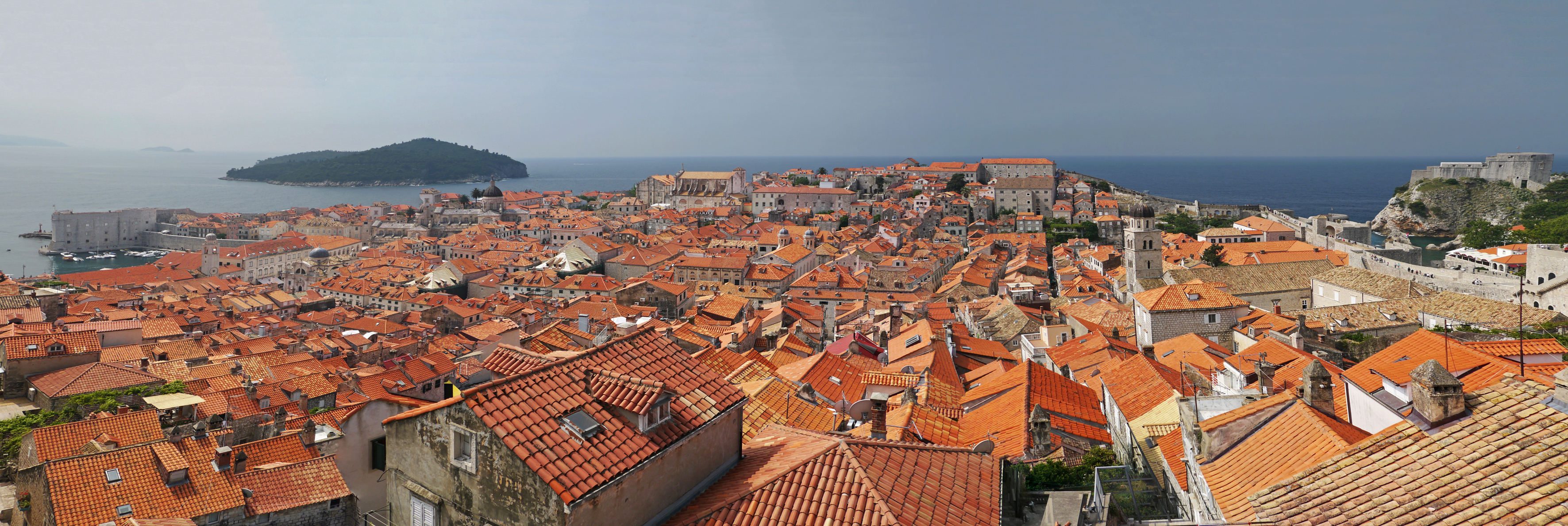
Panorama del centro urbano di Ragusa, con di fronte l'isola di Lacroma, che è disabitata ed è sede di un parco naturalistico

### Urbanistica
Dal punto di vista urbanistico, il centro storico di Ragusa è diviso a metà da un lungo stradone lastricato (detto in croato "Stradún") che termina in prossimità del porto, e lungo il quale si affacciano i palazzi più significativi della città. La crescita della città è stata graduale, venendo accompagnata dai relativi ampliamenti delle mura cittadine, la cui massima espansione è stata raggiunta nel XVII secolo, dopo di cui la crescita del centro abitato è proseguita oltre gli antichi limiti murari fino a raggiungere la moderna estensione. 

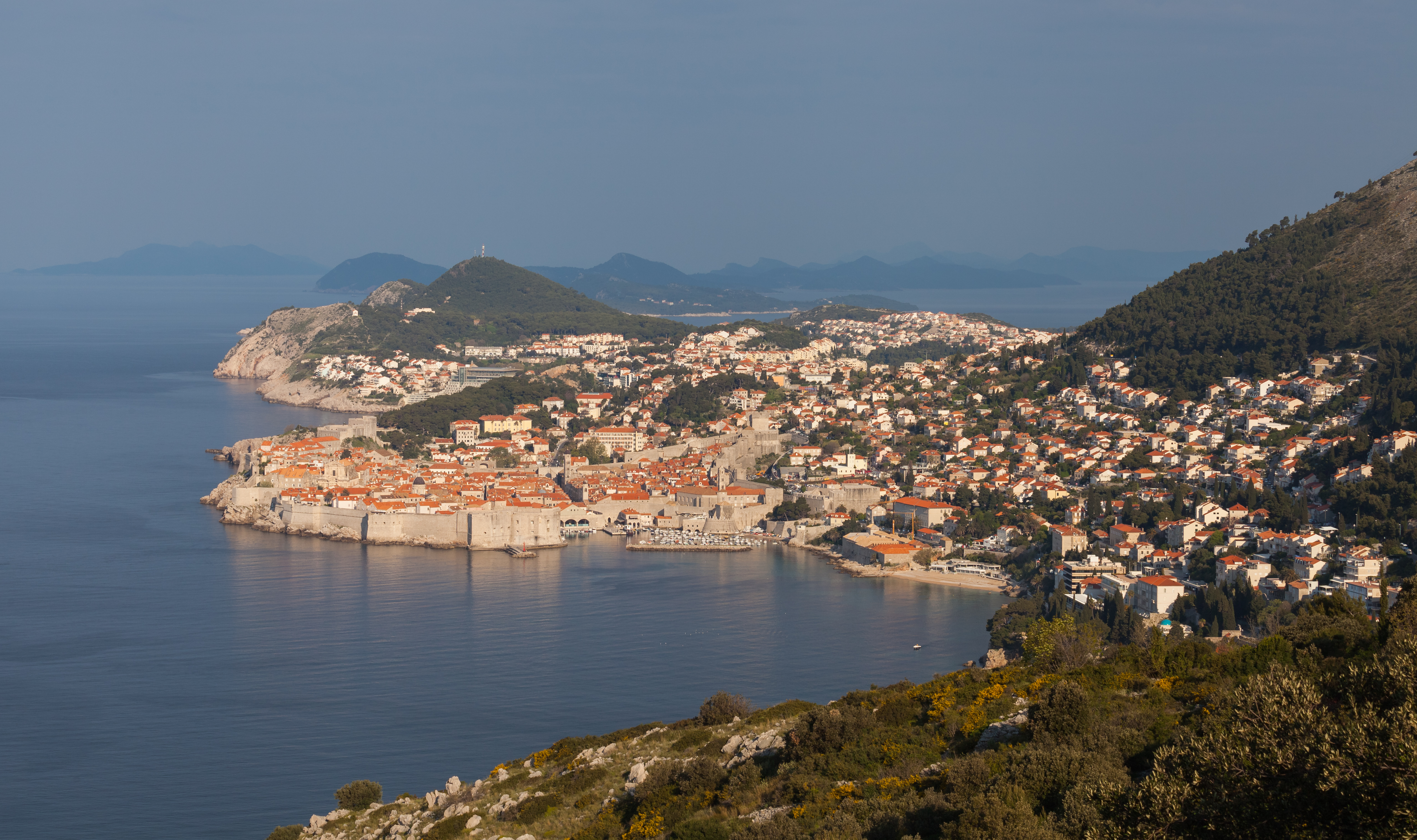
Scorcio panoramico di Ragusa

La piazza più importante di Ragusa, un tempo centro del potere civile, è Pred Dvorom, dove si trova il Palazzo dei Rettori, mentre il riferimento religioso è ancora piazza Marino Darsa, dov'è presente la cattedrale di Santa Maria Maggiore, l'edificio religioso più importante della città.

### Suddivisioni amministrative

#### Insediamenti
Il territorio comunale è suddiviso in trentadue insediamenti (naselja). Vengono elencati di seguito, con il nome italiano tra parentesi.
- Bosanka (Forte Imperiale): 139 ab.
- Čajkovica (La Carrira o Ciaicovizza): 160 ab.
- Čajkovići (Mulino Palata o Chicovizza): 26 ab.
- Donje Obuljeno (Obuglieno Inferiore)[70][71]: 210 ab.
- Dubravica (Dubravizza o Rovignola): 37 ab.
- Dubrovnik – Ragusa, sede civica e comunale: 28 434
- Gornje Obuljeno (Obuglieno Superiore)[70][71]: 124 ab.
- Gromača (Gromaccia)[72] : 146 ab.
- Kliševo (Clissevo[73] o Cliscevo[72] o Clissei): 54 ab.
- Knežica (Fontana del Conte): 133 ab.
- Komolac (Comolaz)[72] o Fermo: 320 ab.
- Ljubač (Giubba): 69 ab.
- Lopud (Mezzo): 249 ab.
- Lozica (Crumula): 146 ab.
- Mokošica (Moccosizza[73] o Ombla): 1 924 ab.
- Mravinjac (Maravignazzo[73]): 88 ab.
- Mrčevo (Marcevo)[72]: 90 ab.
- Nova Mokošica (Nuova-Ombla): 6 016 ab.
- Orašac (Valdinoce[73]): 631 ab.
- Osojnik (Selva o Osoinigo): 301 ab.
- Petrovo Selo (Villapetra o Petrovosello)[72]: 23 ab.
- Pobrežje (Pobriesi): 118 ab.
- Prijevor (Prievor[70] o Benvegnuda): 453 ab.
- Rožat (Rosgiatto[70] o Rosato[73]): 340 ab.
- Šipanska Luka (Porto Giuppana): 212 ab.
- Suđurađ (San Giorgio): 207 ab.
- Šumet (Gionchetto): 176 ab.
- Sustjepan (Santo Stefano)[74]: 323 ab.
- Trsteno (Cannosa[73]): 222 ab.
- Zaton (Malfi[73]): 985 ab.

#### Quartieri
A sua volta, la frazione di Ragusa è suddivisa in otto quartieri, o circoscrizioni cittadine (gradski kotari), simili alle circoscrizioni comunali italiane. Gli organi dei quartieri sono il consiglio del quartiere, eletto dai cittadini residenti, ed il presidente dello stesso, eletto da e tra i suoi membri. Vengono elencati di seguito, con il nome italiano tra parentesi.
- Grad – Centro Città o Città Vecchia
- Gruž (Gravosa)
- Komolac (Comolaz)[72]
- Lapad (Lapad o Lapiduzzo oppure San Martino)[74]
- Mokošica (Mocoscizza)
- Montovjerna (Montinverno o Montovirna)[76]
- Pile – Kono (Borgo Pile o Pile o anche Pille)[74]
- Ploče (Borgo Plonche, Pianca, Borgo Polotta, Polot o Plocce)[74]

#### Comitati locali
Il territorio extraurbano, che amministrativamente fa parte della città di Ragusa, è suddiviso in diciassette comitati locali (mjesni odbori), che hanno anch'essi consigli eletti. Vengono elencati di seguito, con il nome italiano tra parentesi.
- Bosanka (Forte Imperiale)
- Brsečine (Bercine[73] o Bersecine)
- Dubravica (Dubravizza o Rovignola)
- Gromača (Gromaccia)[72]
- Kliševo (Cliscevo[72] o Clissei)
- Koločep (Calamotta)
- Ljubač (Giubba)
- Lopud (Mezzo)
- Orašac (Valdinoce)
- Osojnik (Osoinigo[73] o Selva)
- Mravinjac (Maravignazzo)
- Mrčevo (Marcevo)[72]
- Riđica (Rigizza)
- Suđurađ (San Giorgio)
- Šipanska Luka (Porto Giuppana)
- Trsteno (Cannosa)
- Zaton (Malfi)

## Economia

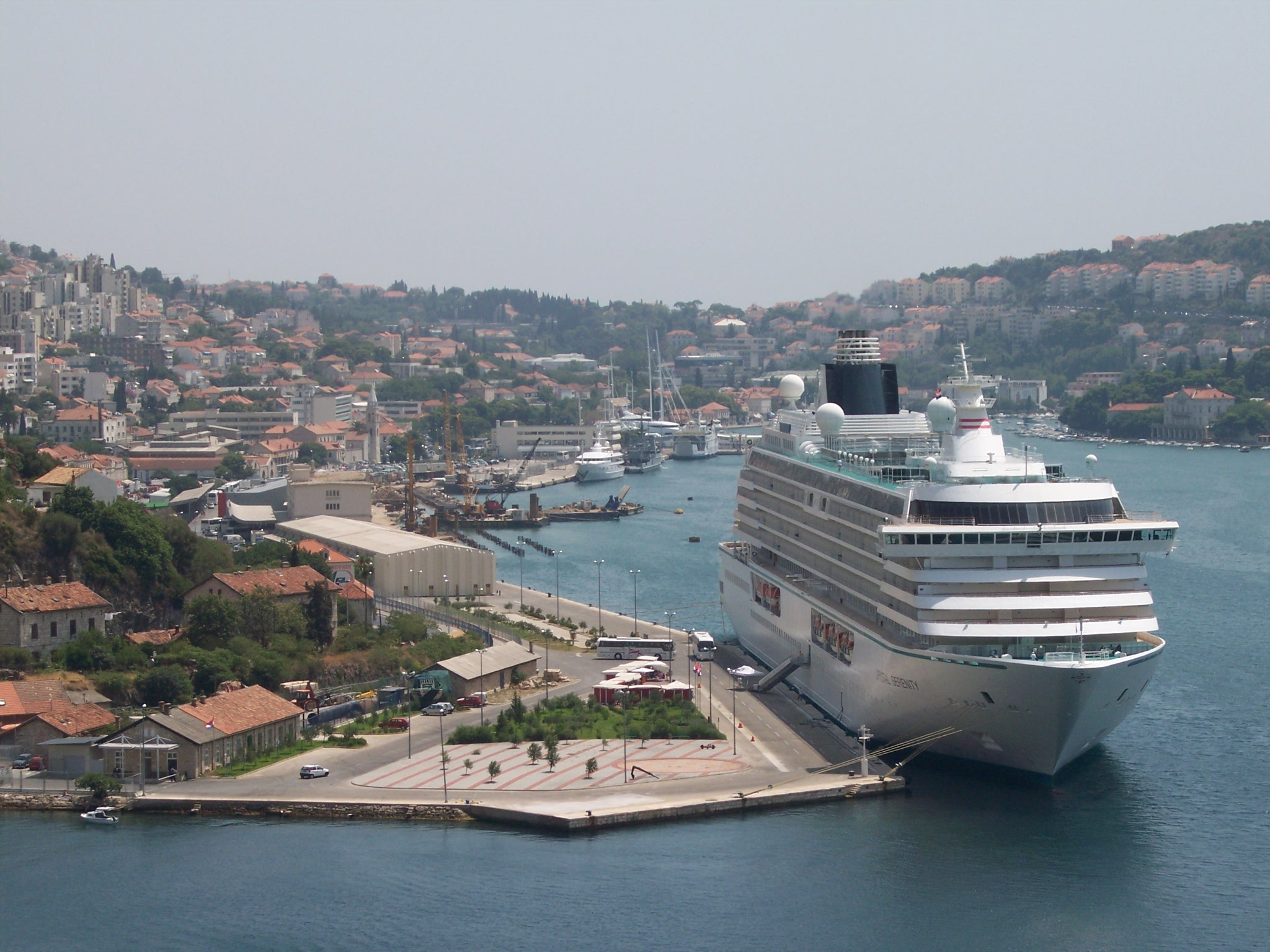
Il porto di Ragusa nel 2007. In primo piano si vede la nave da crociera Crystal Serenity, della compagnia crocieristica di lusso statunitense Crystal Cruises

L'artigianato di Ragusa, prima attività economica rilevante per l'economia della città, iniziò ad avere una struttura organizzata a partire dall'XI secolo, quando nacquero le prime associazioni di categoria. A Ragusa per secoli i settori traino per l'economia locale sono stati la cantieristica navale, i commerci marittimi, l'artigianato e, per ultimo, il turismo.
Attività secondarie furono le estrazioni minerarie, l'ortofrutta, l'allevamento di bestiame e il commercio del sale, con quest'ultimo che proveniva da saline situate nelle isole di Giuppana e Meleda giungendo, per essere lavorato, nei quartieri ragusei di Gravosa e di Slano.
Nel XVI secolo Ragusa possedeva una flotta di circa 180 navi, naviglio che all'epoca era il terzo più grande al mondo. Al porto di Ragusa arrivavano merci provenienti fin dall'Inghilterra, fermo restando che il mercato principale della Repubblica di Ragusa era il bacino del Mar Mediterraneo. Il moderno porto di Ragusa è invece l'approdo portuale più importante per il traffico crocieristico diretto in Croazia.
La più antica camera di commercio croata è stata fondata a Ragusa nel 1808 dal governo napoleonico poco dopo la caduta della Repubblica di Ragusa, mentre quella più importante della Croazia, che si trova a Zagabria, è stata fondata nel 1852. La moderna camera di commercio di Ragusa ha come area di pertinenza la Regione raguseo-narentana.

## Infrastrutture e trasporti

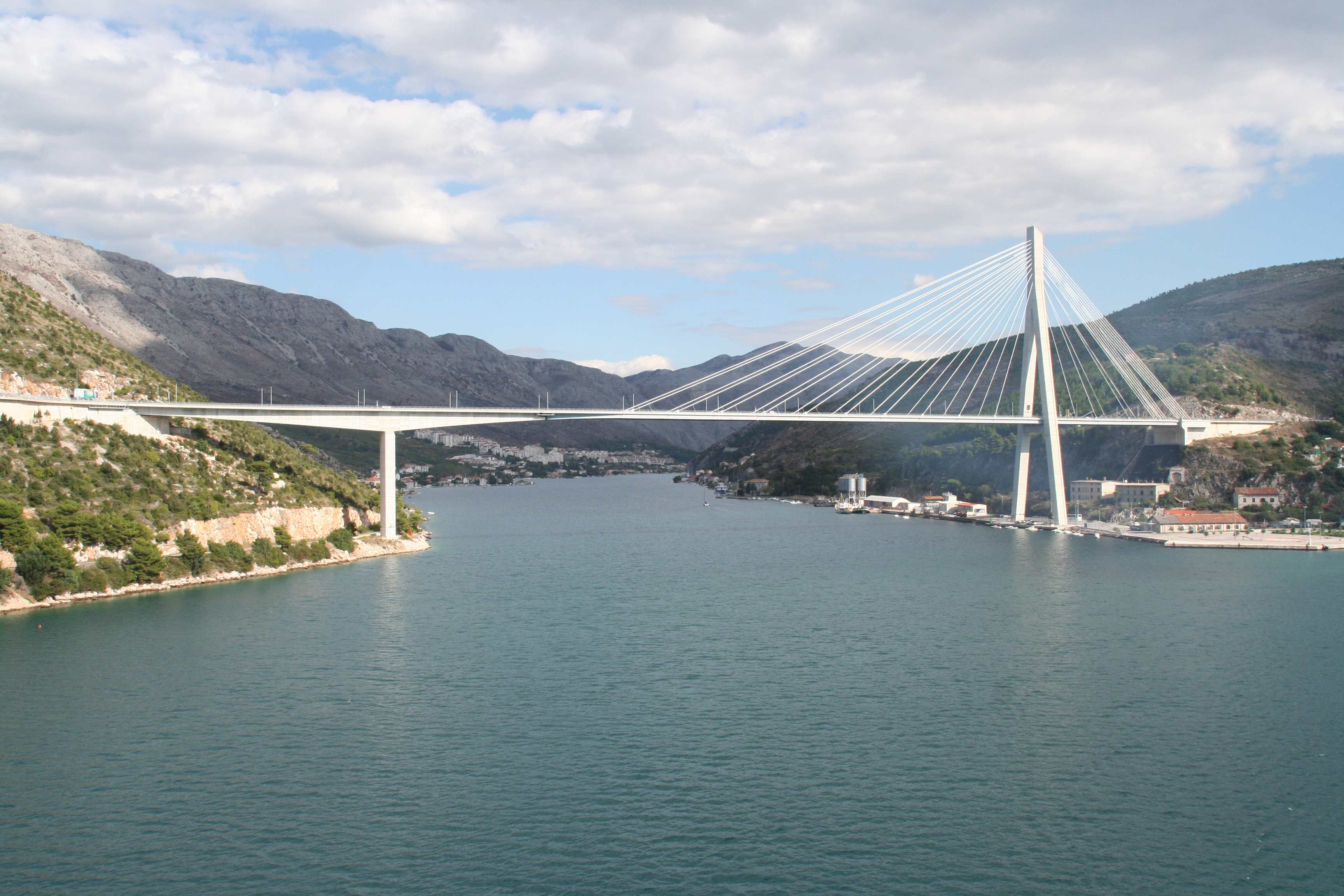
Il ponte Franjo Tuđman, che si trova poco fuori dal centro abitato di Ragusa lungo la strada Maestra Adriatica

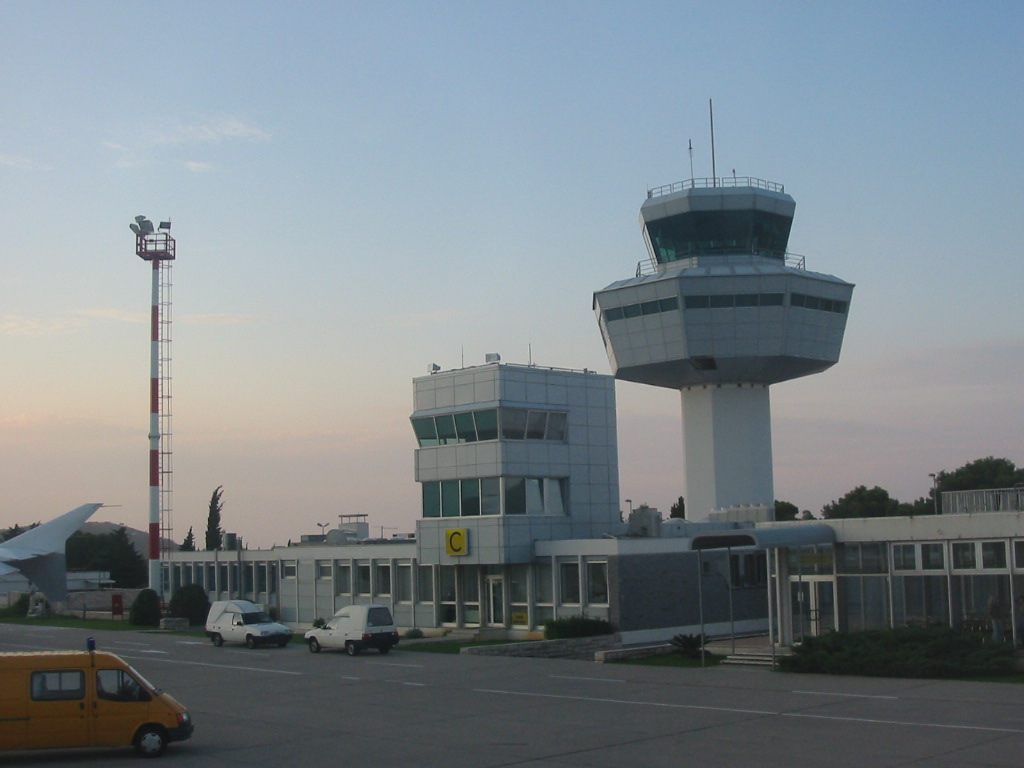
Scorcio dell'Aeroporto di Ragusa-Čilipi

### Strade
Da un punto di vista stradale, Ragusa è raggiungibile solamente dalla strada Maestra Adriatica, via di comunicazione che costeggia buona parte della costa orientale del Mare Adriatico e che appartiene alla strada europea E65. La strada si estende per la maggior parte in Croazia (dove è classificata D8) passando per pochi chilometri anche attraverso Bosnia ed Erzegovina e Montenegro.
Degno di nota, sul tratto di pertinenza ragusea della strada Maestra Adriatica, è il ponte Franjo Tuđman, che permette lo scavalcamento della vasta baia del fiume Ombla facendo proseguire verso nord-ovest, in modo rettilineo, questa via di comunicazione.

### Ferrovie
Un tempo Ragusa era uno dei due capolinea della ferrovia Uskoplje-Ragusa, linea ferroviaria a scartamento ridotto, che collegava la località di Uskoplje, posta in Bosnia ed Erzegovina sulla linea Čapljina-Zelenica con Gravosa, quartiere periferico di Ragusa. La linea venne costruita dall'Impero austro-ungarico allo scopo di collegare il porto di Ragusa, che si trova proprio a Gravosa, alla rete ferroviaria nazionale.
La linea era a scartamento ridotto "bosniaco" (760 mm), come era comune per le realizzazioni austro-ungariche nella regione. Dopo la seconda guerra mondiale, il governo jugoslavo decise la chiusura dell'intera rete a scartamento ridotto, solo parzialmente convertita a scartamento ordinario. La linea cessò l'esercizio tra il 1975 e il 1976, facendo restare Ragusa del tutto priva di collegamenti ferroviari.

### Porti
Il porto principale di Ragusa, che è situato nel quartiere raguseo di Gravosa, dopo secoli di traffico commerciale, è ora adibito all'attracco di navi da crociera. Il maggior traffico marittimo si registra nella stagione estiva. Ciò comporta un massiccio sbarco di turisti in città.

### Aeroporti
La città è servita dall'Aeroporto di Ragusa-Čilipi, aeroporto civile inaugurato nel 1936. Posto a 19 km a sud della città, è il principale scalo della regione ed è interessato da un alto volume di voli charter durante la stagione estiva. L'aeroporto ha una pista da 3.300 m, e nel 2014 ha visto transitare 1 584 471 passeggeri.

### Mobilità extraurbana
A Ragusa è presente la società di autobus Libertas, nome con un chiaro richiamo al motto della città, che gestisce le linee che collegano Ragusa alle località e ai comuni circostanti.

## Amministrazione

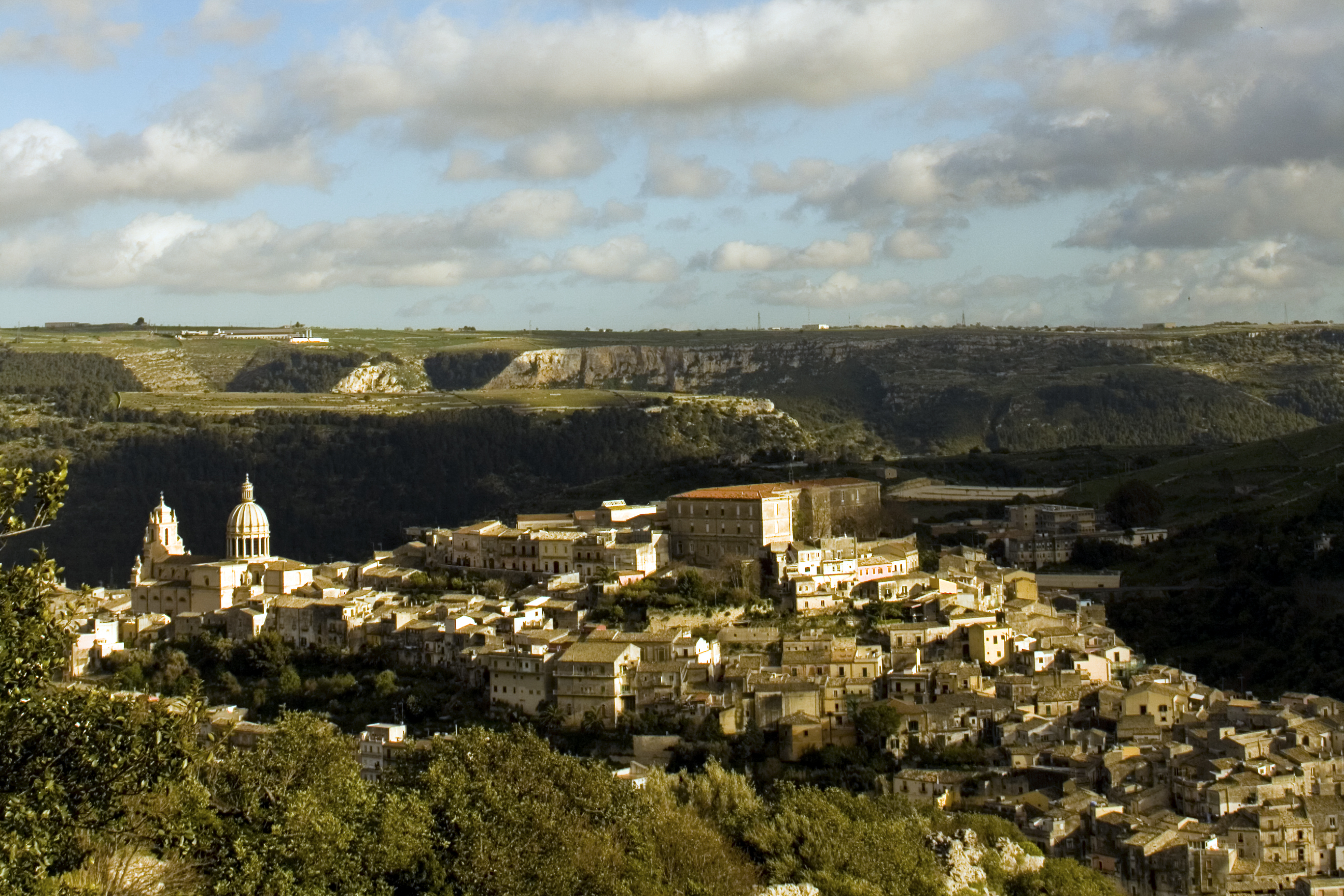
Veduta di Ragusa in Sicilia. Le due città sono gemellate dall'anno 2000

### Gemellaggi
- Ravenna, dal 1969[78]
- Vukovar, dal 1993[78]
- Graz, dal 1994[78][79]
- Helsingborg, dal 1998[78]
- Ragusa, dal 2000[78][80]
- Bad Homburg vor der Höhe, dal 2002[78]
- Sarajevo, dal 2006[78]
- Monterey, dal 2007[78]
- Rueil-Malmaison, dal 2011[78]
- Venezia, dal 2012[78]
- Sanya, dal 2013[78]
- Beyoğlu, dal 2015[78]
- Sorrento, dal 2023[81]
- Imotski, dal 2023[82]

Inoltre, la città è membro della Federazione Europea delle Città Napoleoniche.

## Sport

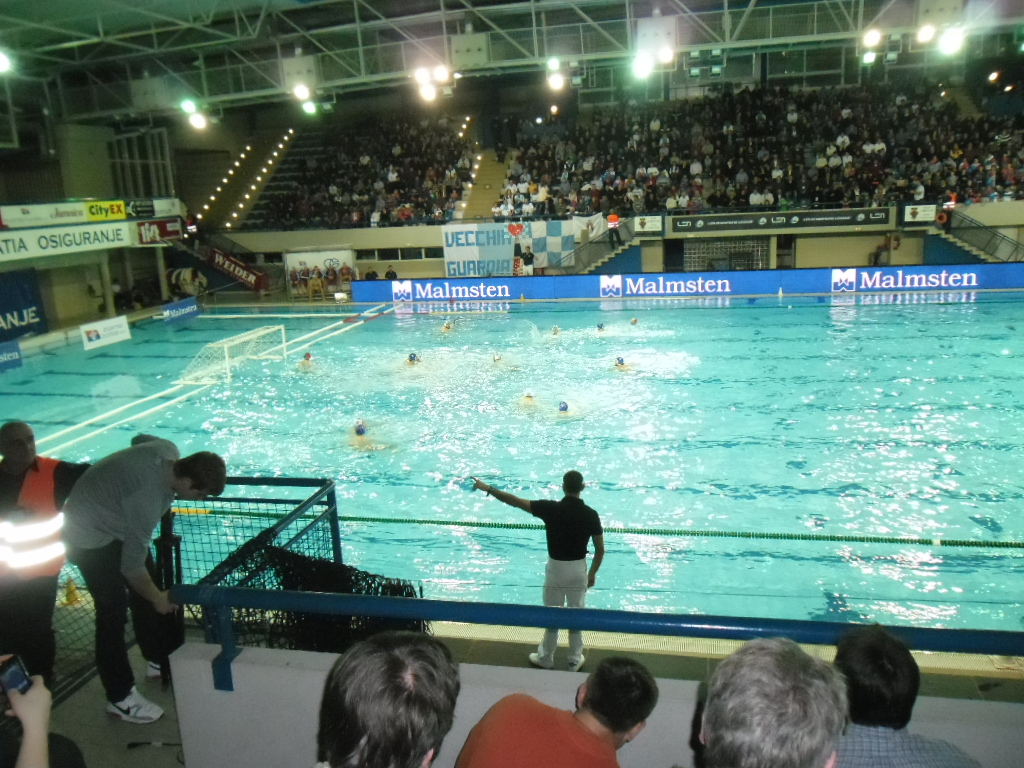
Un momento dell'incontro Vaterpolski klub Jug-Pro Recco di LEN Champions League del 29 gennaio 2014, finito 8 a 7 per i ragusei

### Pallanuoto
Ragusa ha una grande tradizione pallanuotistica. Il Vaterpolski klub Jug, squadra di pallanuoto maschile, ha conquistato per quattro volte la LEN Champions League ed è stato vincitore della LEN Euro Cup, della Supercoppa LEN e di undici titoli nazionali jugoslavi, di cinque titoli nazionali croati, di due coppe nazionali dell'ex Jugoslavia e di nove coppe di Croazia. I pallanuotisti nativi di Ragusa che hanno vinto medaglie olimpiche sono Veselin Đuho e Goran Sukno.

### Altri sport
Nel nuoto è attivo il PK Jug, e la nuotatrice Sanja Jovanović si aggiudicata medaglie ai campionati mondiali ed europei di nuoto registrando anche un record mondiale nei 50 m dorso.
Società calcistiche ragusee degne di nota sono il Nogometni Klub GOŠK Dubrovnik 1919, l'MNK Square Dubrovnik e il Hrvatski nogometni klub Dubrovnik 1919, mentre nel rugby lo è il Ragbi klub Dubrovnik. Nella pallacanestro sono attive il Košarkaški klub Dubrovnik e il ŽKK Ragusa PGM Dubrovnik, mentre nella pallamano il Rukometni klub hrvatske mladeži Dubrovnik. Nella pallavolo sono attive l'Odbojkaški klub Dubrovnik e lo OK Nova Mokošica. Il club di pallavolo femminile Dubrovnik Bank è stato campione d'Europa. Negli scacchi è attivo il Šahovski klub Dubrovnik, mentre nelle bocce sono di rilievo il Boćarski klub Dubank, il Boćarski klub Gromača, il Boćarski klub Komolac, il Boćarski klub Signalizacija e il Boćarski klub Strijelac.
A Ragusa sono stati organizzati i Campionati europei di nuoto di fondo 2008 e le Olimpiadi degli scacchi del 1950.